# Villa médicéenne
Ne doit pas être confondu avec Villa Médicis.
La villa médicéenne est le nom qui désigne un domaine rural venu en possession de la famille Médicis ou construit par elle entre le XVe siècle et le XVIIe siècle, dans la région immédiatement proche de Florence, généralement en  Toscane, soit dans la zone d'influence marchande de leurs activités commerciales.
En juin 2013, douze des dix-sept villas médicéennes principales et deux jardins entrent au patrimoine mondial de l'Unesco.

## Histoire
Les premières sont celles de Trebbio et de Cafaggiolo, elles datent du Trecento et concernent leurs propriétés agricoles du Mugello, territoire d'origine des propriétés des Médicis.
Durant le Quattrocento, Cosme l'Ancien fait édifier par Michelozzo les villas du quartier Careggi de Florence et de Fiesole, édifices encore austères dans les formes, mais où s'amorcent les éléments du genre architectural : cours, loggia, jardin. Laurent le Magnifique qui réside souvent pour des longues périodes à Careggi, fait coutume d'y réunir l'Académie néoplatonicienne et le cénacle de Marsilio Ficino, et c'est là qu'il meurt en 1492.
Au fil des ans les Médicis « encerclent » Florence avec leurs villas, pendant toute la période grand-ducale allant de pair avec le développement de leurs intérêts dans toute la Toscane et  on assiste à l'émergence d'une constellation de ces structures architecturales même dans les zones éloignées de la capitale du duché de Toscane.
Le système des villas médicéennes constitue un véritable microcosme autour duquel se déroulent tous les rituels de la cour des Médicis. Souvent établies sur les lieux mêmes d'anciens châteaux, des telles villas expriment au maximum le haut niveau d'architecture Renaissance  et baroque  atteint en Toscane et permettent de mesurer l'évolution des styles. Tous ces éléments distinguent  considérablement ces villas des simples maisons rurales toscanes.
Les villas ne peuvent être héritées, acquises, mises sous séquestre ou  construites exclusivement qu'auprès des Médicis. À la fin du XVIe siècle le système territorial des villas, par de nombreux intérêts économiques et stratégiques, se monte au moins à seize  villas principales selon le seul profil historico-artistique et en 1738, à l'extinction de la maison Médicis, toutes les propriétés sont transférées à la dynastie Lorraine.

## Notoriété
le 23 juin 2013 la XXXVIIe Section du Comité pour le patrimoine de l'humanité décide à Phnom Penh d'inscrire les 12 villas et 2 jardins à la liste de l'UNESCO comme 49e bien culturel protégé en  Italie.

## En Toscane

### Villas principales

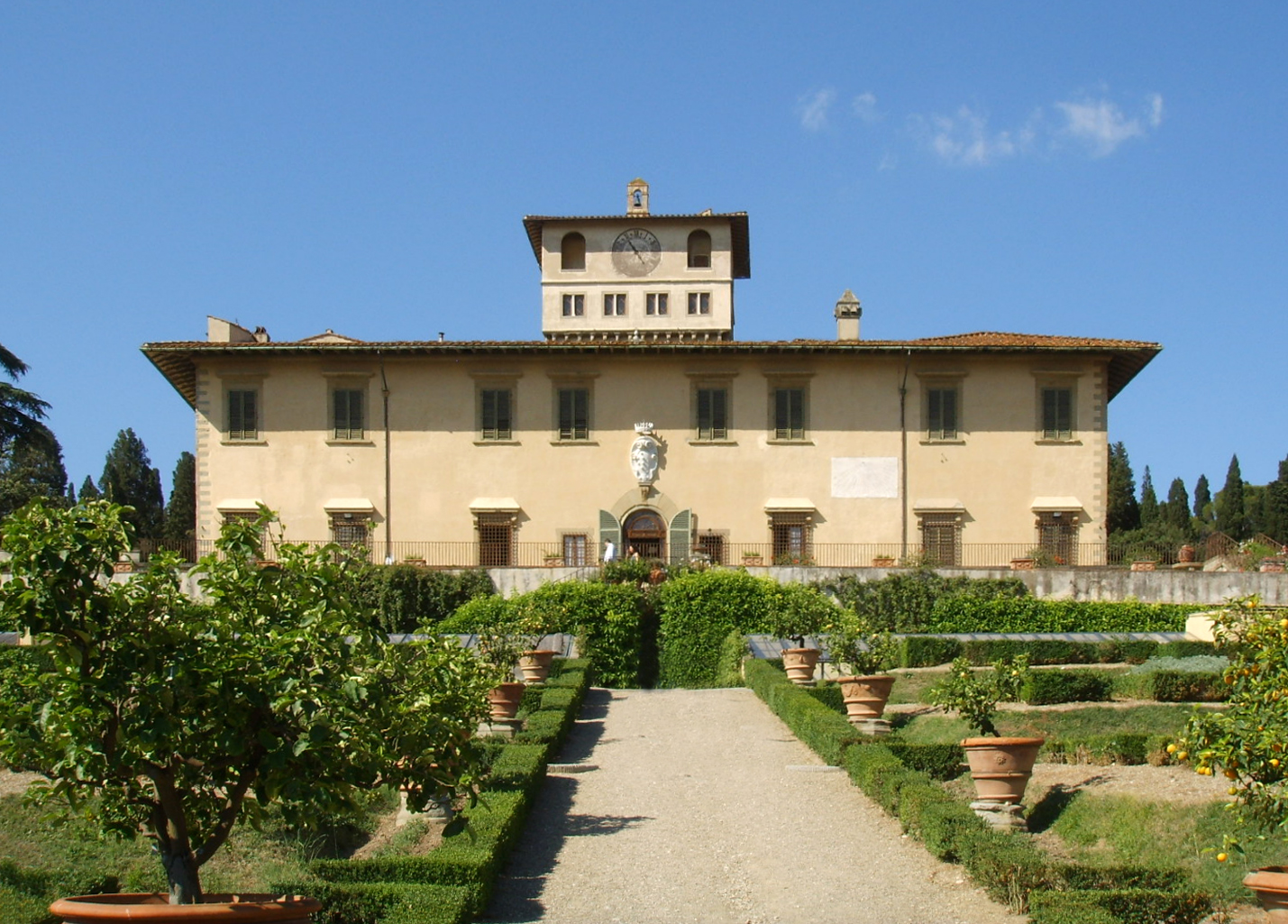
Villa La Petraia

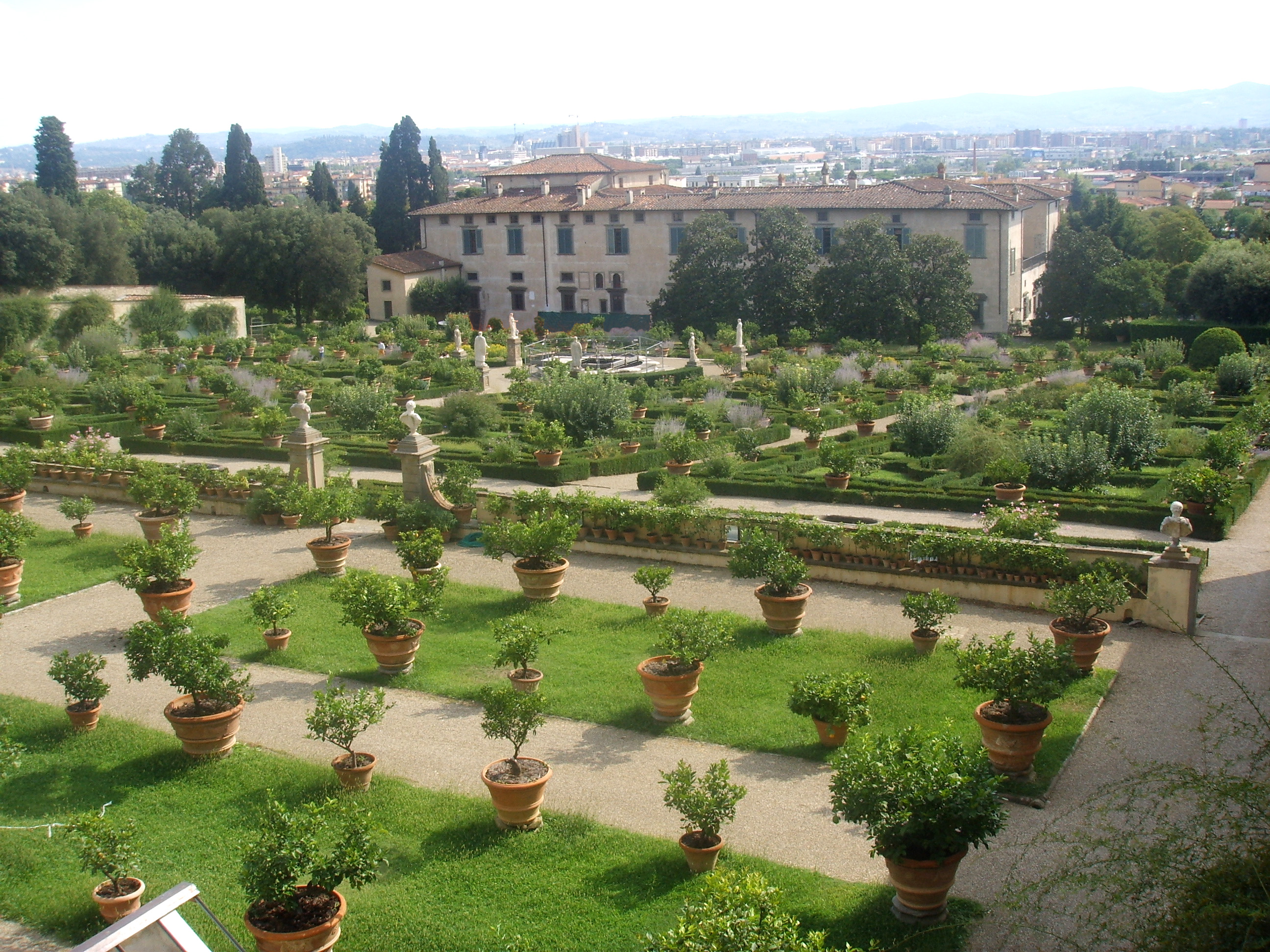
Jardins de la Villa di Castello

1. Villa Medicea del Trebbio (milieu du XIVe siècle  - 1738) - San Piero a Sieve dans le Mugello
2. Villa Medicea di Cafaggiolo (milieu du XIVe siècle - 1738) - Barberino di Mugello
3. Villa Medicea di Careggi (1417 - 1738) - quartier Careggi de  Florence.
4. Villa Medicea di Fiesole (1450 - 1671) - Fiesole
5. Villa Medicea di Poggio a Caiano (1470 - 1738) - Poggio a Caiano
6. Villa Medicea di Castello (1480 - 1738) - sur la colline de Castello à Florence.
7. Villa Medicea di Mezzomonte (1480 - 1482 et 1629 - 1644) - Impruneta
8. Villa Medicea La Petraia (première moitié du XVIe siècle - 1738) - 40, Via Petraia  à Florence
9. Villa Medicea di Camugliano (1530 - 1615) - Ponsacco province de Pise
10. Villa Medicea di Cerreto Guidi (1555 - 1738) - Cerreto Guidi
11. Villa Medicea di Poggio Imperiale (1565 - 1738) - Viale dei Colli à Florence
12. Villa Medicea di Pratolino (1568 - 1738) - Vaglia
13. Villa Medicea di Lappeggi (1569 - 1738) - Bagno a Ripoli
14. Villa Medicea dell'Ambrogiana (1574 - 1738) - Montelupo Fiorentino
15. Villa Medicea La Magia (1583 - 1738) - Quarrata
16. Villa Medicea di Artimino (1596 - 1738) - Carmignano

À celles-ci, doivent être ajoutées d'autres villas, environ 25, secondaires, généralement agricoles ou tenues peu de temps par les Médicis.

### Villas secondaires
1. Villa Medicea di Collesalvetti (1464 - 1738) - Collesalvetti
2. Villa Medicea di Agnano (1486 - 1498) - San Giuliano Terme
3. Villa di Spedaletto (1486 - 1492) - Lajatico
4. Villa Medicea di Stabbia (1548 - 1738) - Cerreto Guidi
5. Villa Medicea della Topaia (1550 -  1738) - entre Florence et Sesto Fiorentino
6. Villa Medicea di Seravezza (1560 - 1738) - Seravezza
7. Villa Medicea di Marignolle (1560 - 1621) - près de Galluzzo
8. Villa Medicea di Lilliano (1584 - 1738)- Bagno a Ripoli
9. Villa Medicea di Coltano (1586 -  1738) - près de Pise
10. Villa Medicea di Montevettolini (1595 - 1738) - Monsummano Terme

Voir aussi
- Villa Medicea di Arena Metato (1563 - 1738) - San Giuliano Terme
- Villa Medicea di Cascine di Buti - Buti

Chaque membre de la famille Médicis possédait sa propre villa comme lieu de plaisance et de festivités pour le Grand Duc qui se déplaçait d'une villa à l'autre : pour la chasse à Pratolino, à Trebbio et à Cafaggiolo, pour le séjour du  printemps  à l'Ambrogiana, et  pendant le mois de juillet à Artimino pour sa fraîcheur dans les collines.
Certaines villas sont célèbres, comme la villa de Castello, car Cosme Ier  y fait réaliser ce qui est le prototype du jardin à l'italienne par Niccolò Tribolo, l'auteur ensuite du Jardin de Boboli.
Aujourd'hui les villas ont  diverses destinations : certaines sont des véritables musées (la Petraia, le Poggio à Caiano, Cerreto Guidi), d'autres sont occupées par des institutions (comme à Castello où le jardin est un musée et la villa  le siège de l'Accademia della Crusca (Académie de la langue italienne), ou d'autres encore ont été vendues ou confiées à des intérêts privés, qui les occupent pour leur usage privatif ou bien les destinent à servir de cadre à des événements publics ou privés.
Les villas médicéennes sont représentées dans la célèbre série de 17 médaillons peints dans le XVIIe siècle par Giusto Utens dont 14 nous sont parvenus et qui ont  été conservés  au Museo di Firenze com'era (Musée de Florence comme elle fut) jusqu'en octobre 2010.
Ce sont d'irremplaçables documents, témoignages de ces résidences dans les siècles passés, particulièrement précieux pour les modifications opérées ensuite ou bien disparues comme la Villa Pratolino.

## Les médaillons de Giusto Utens

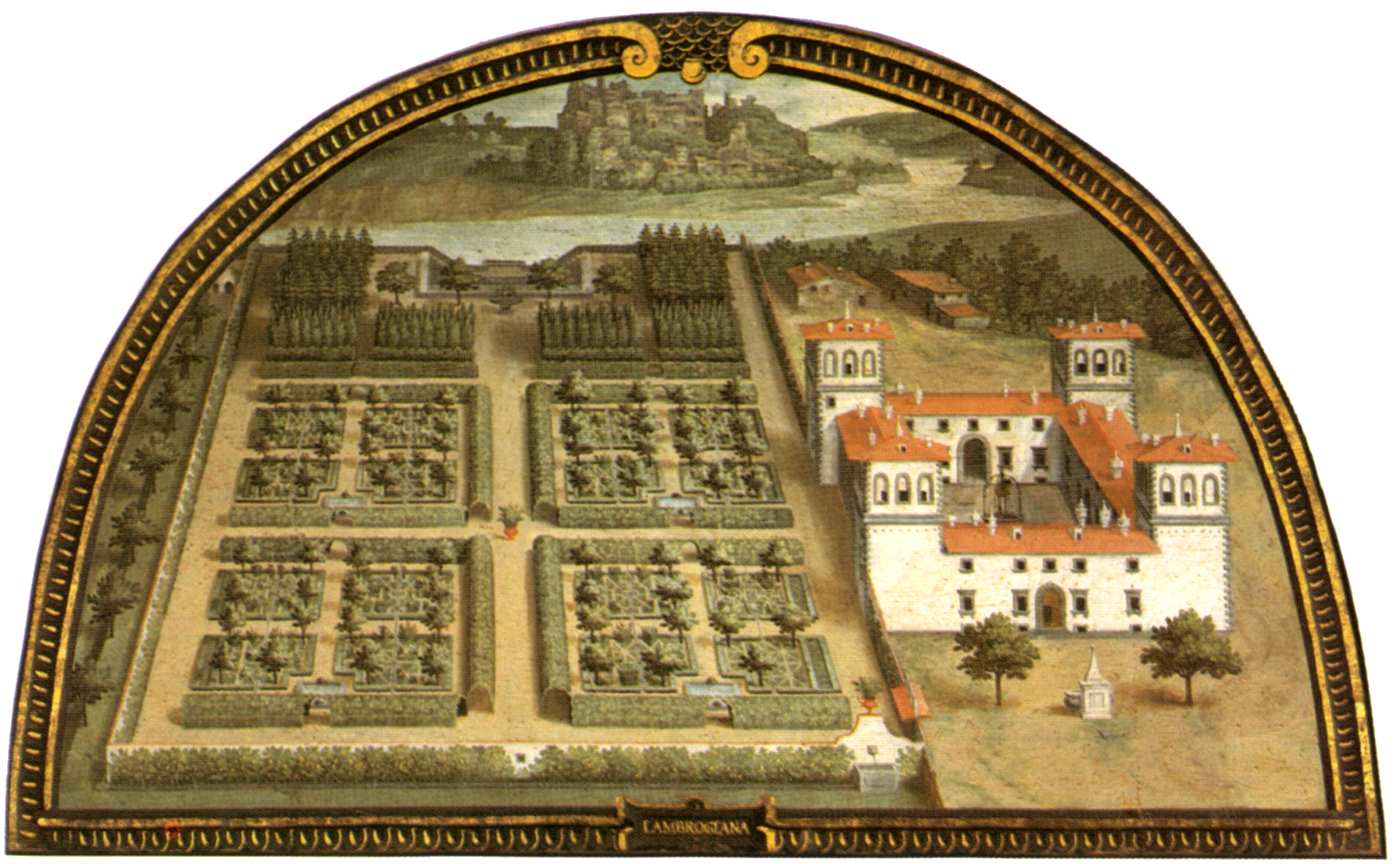
Villa Medicea dell'Ambrogiana
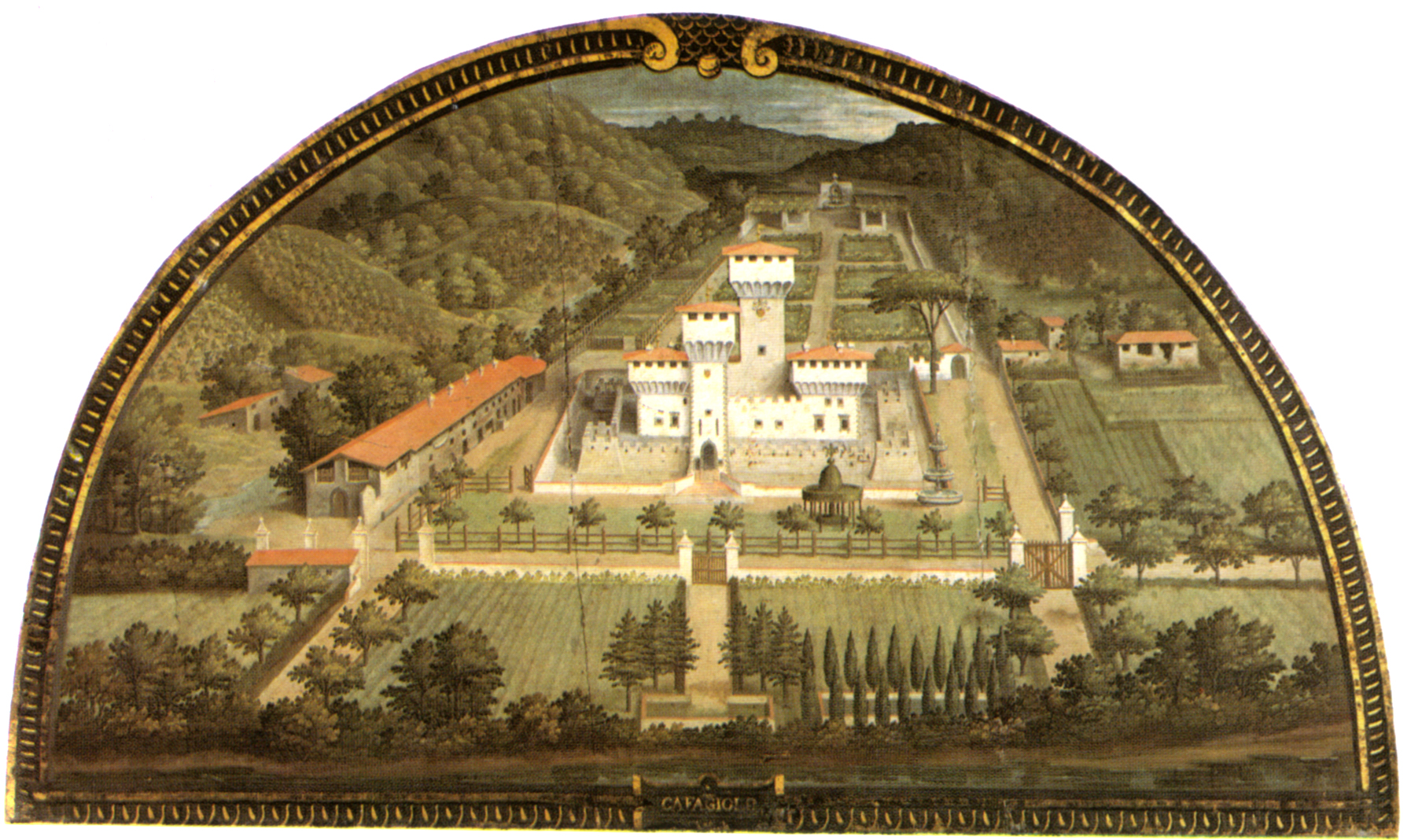
Villa Medicea di Cafaggiolo
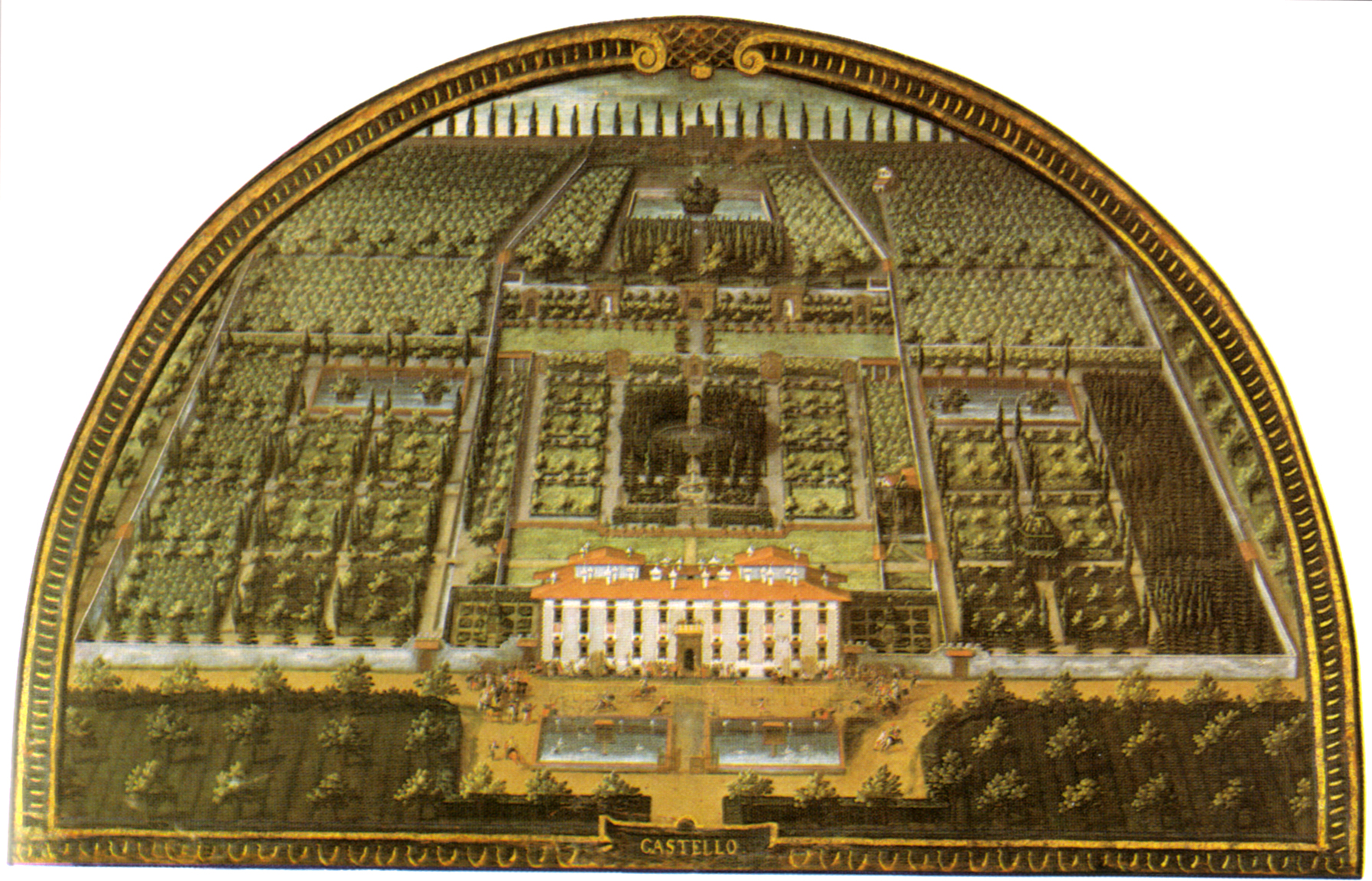
Villa Medicea di Castello
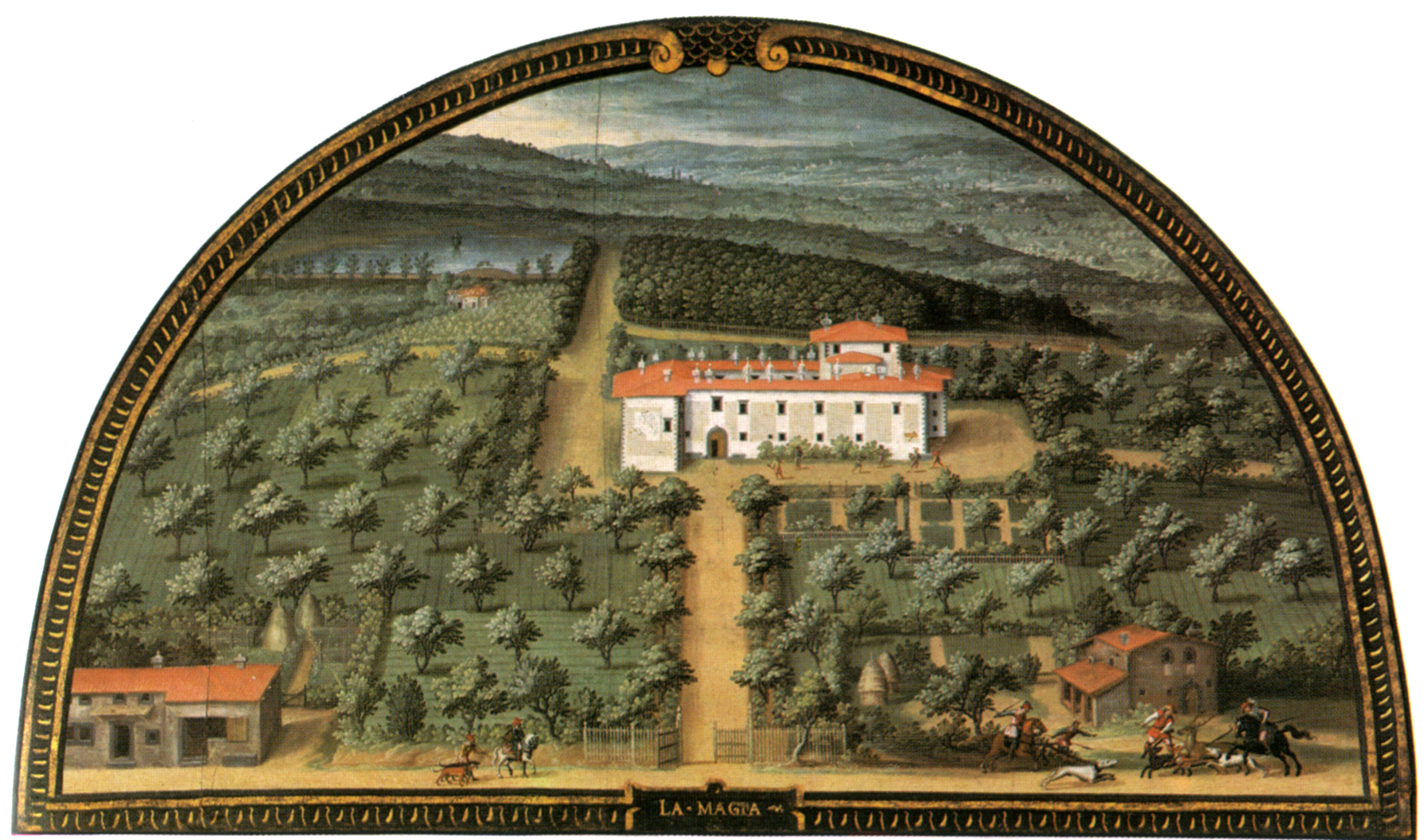
Villa Medicea La Magia
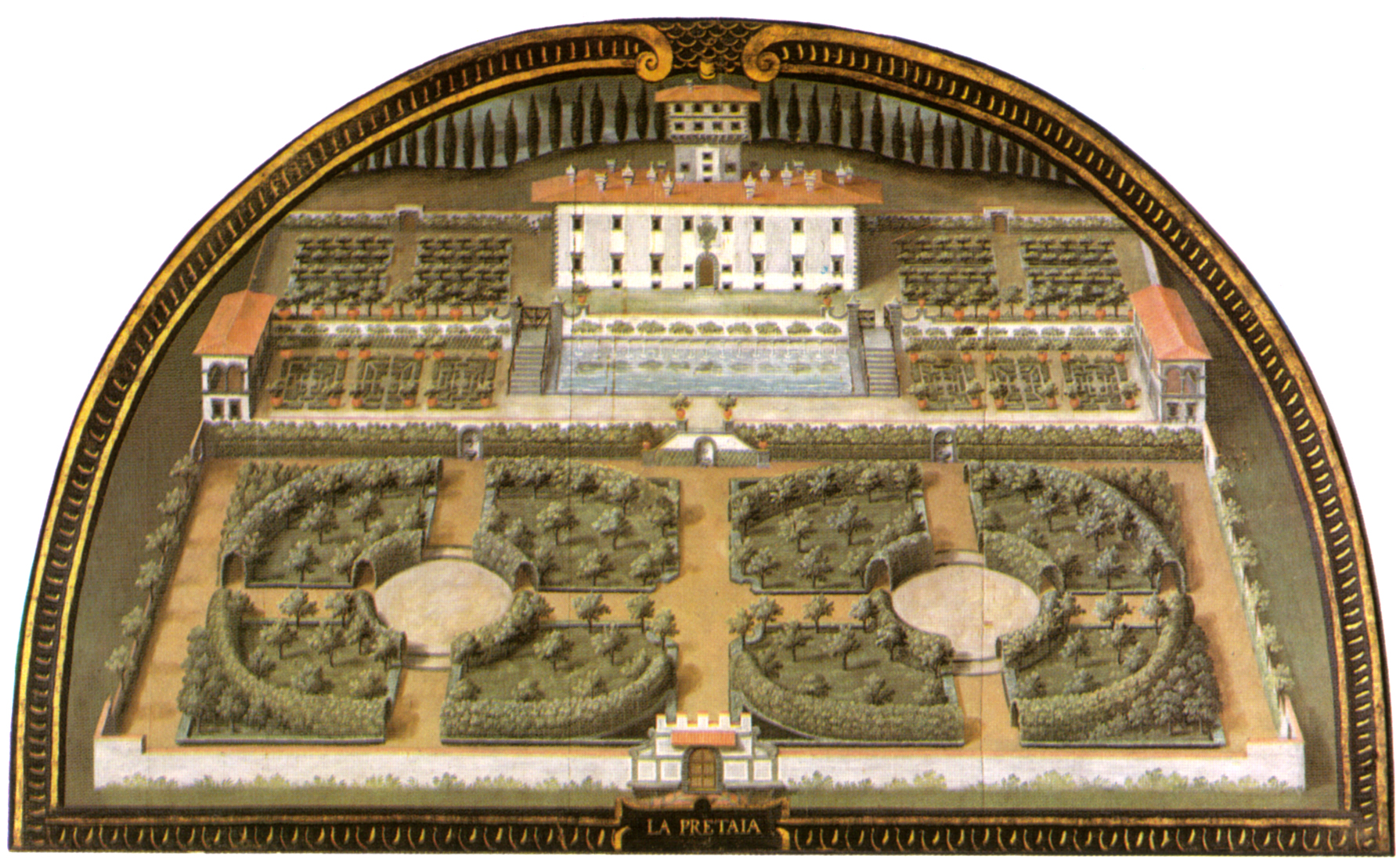
Villa Medicea La Petraia
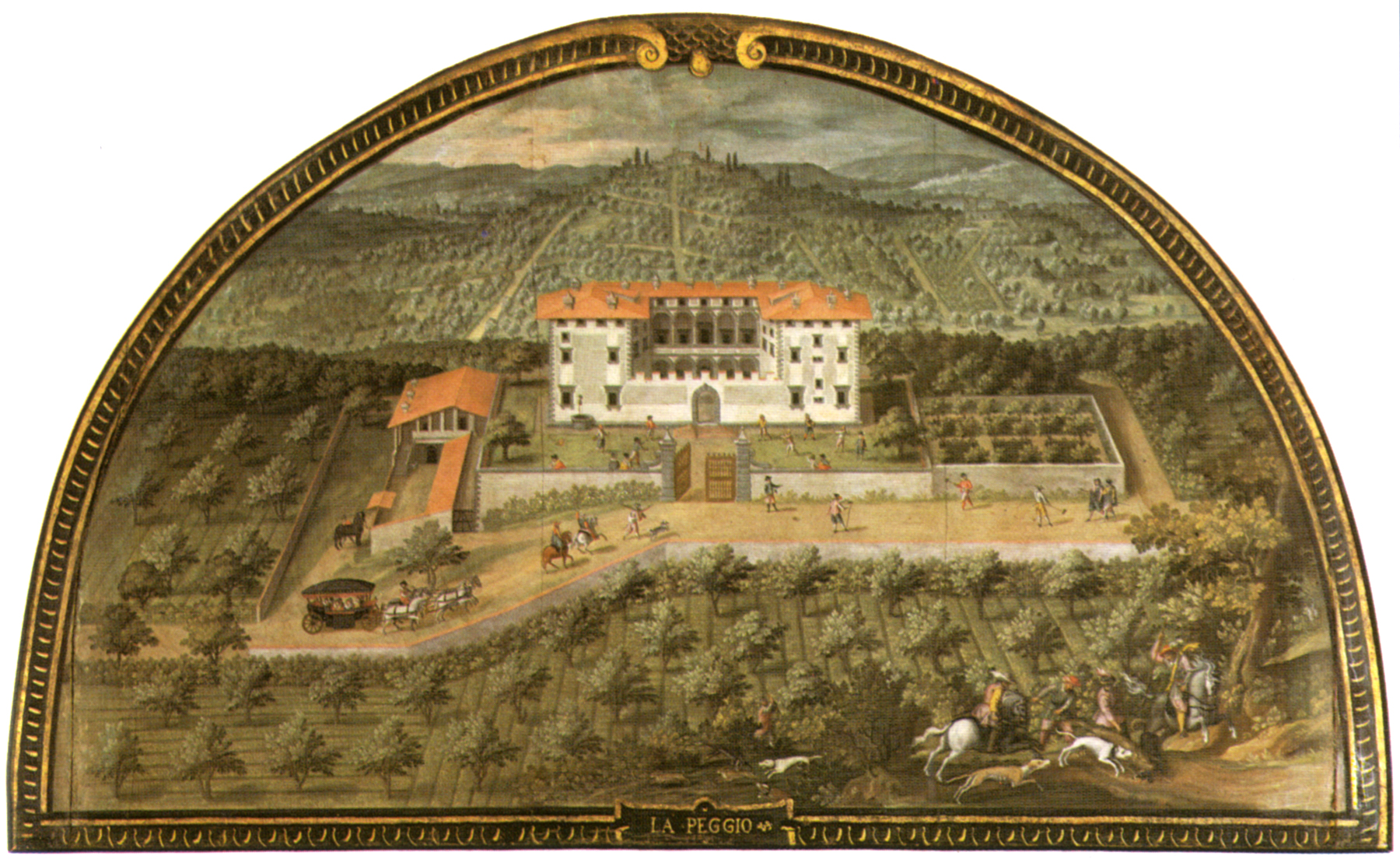
Villa Medicea di Lappeggi
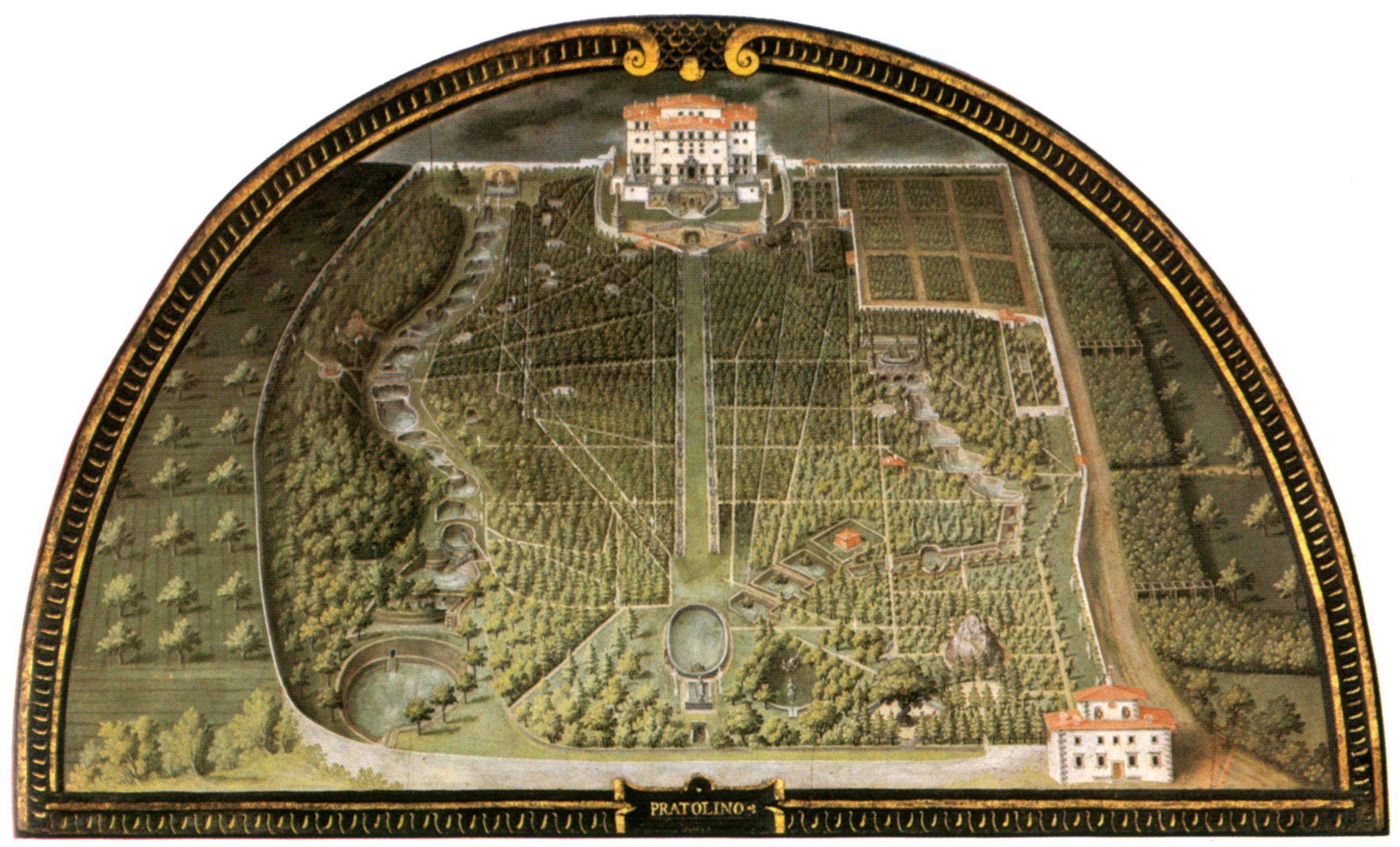
Villa di Pratolino
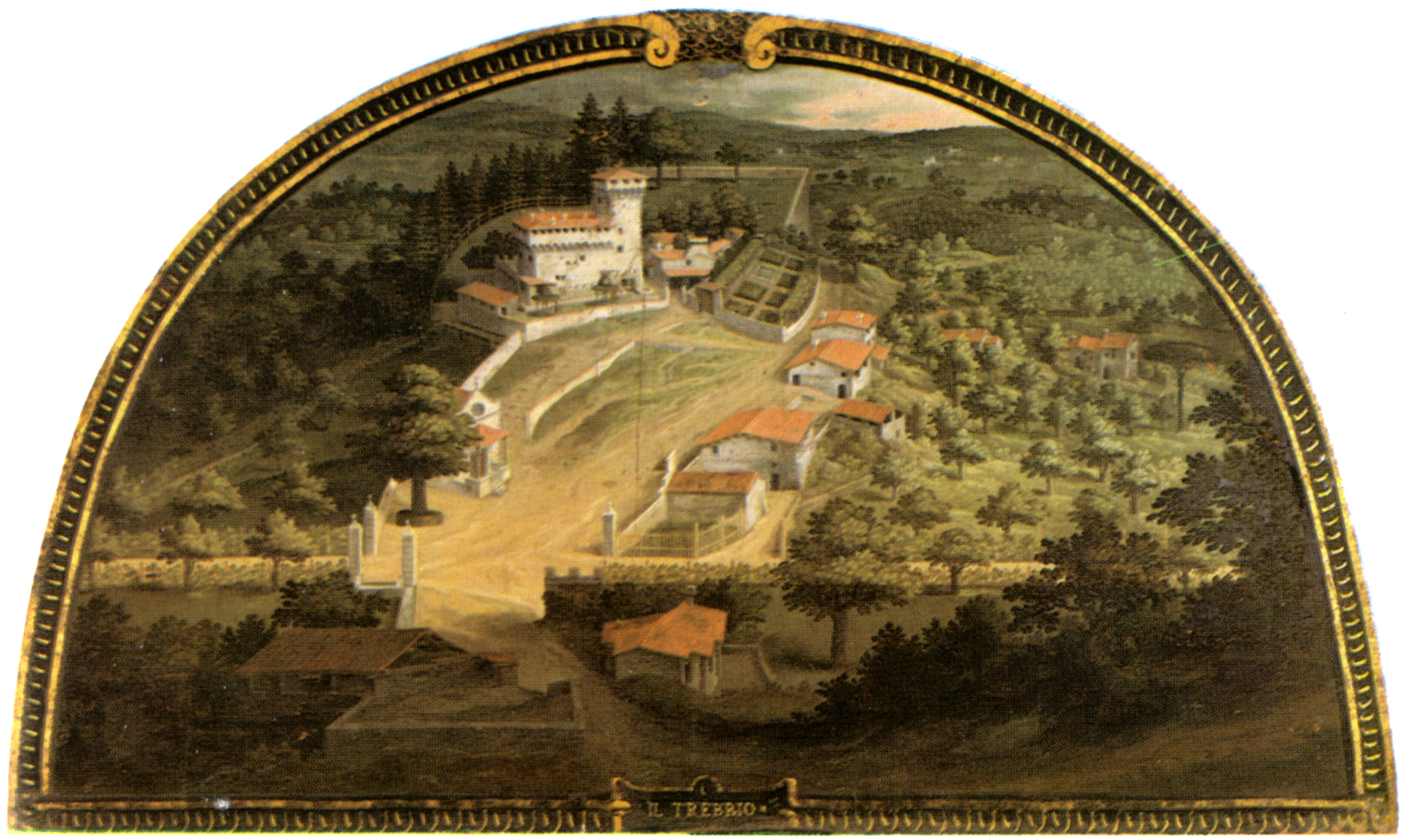
Villa Medicea del Trebbio
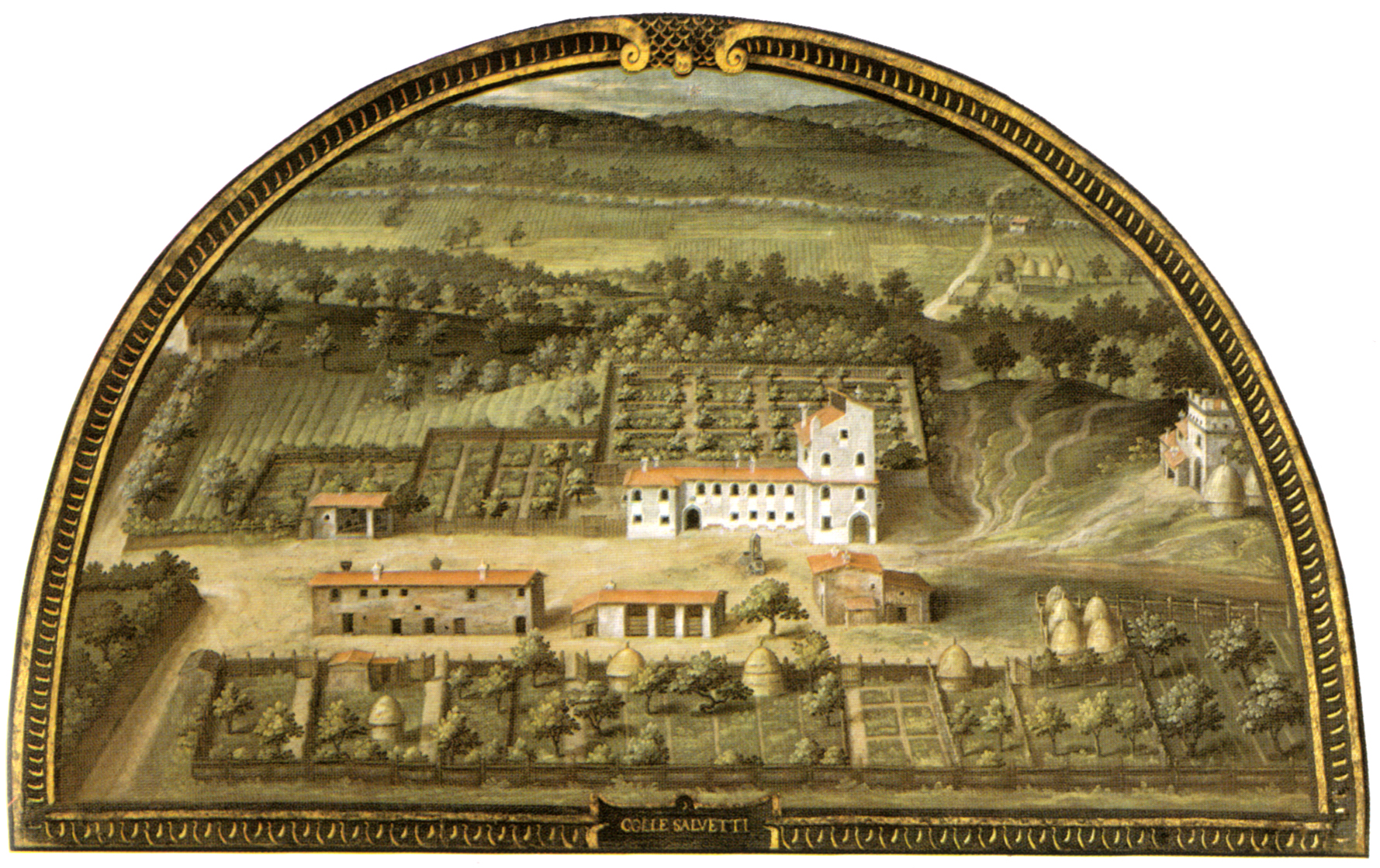
Villa Medicea di Collesalvetti
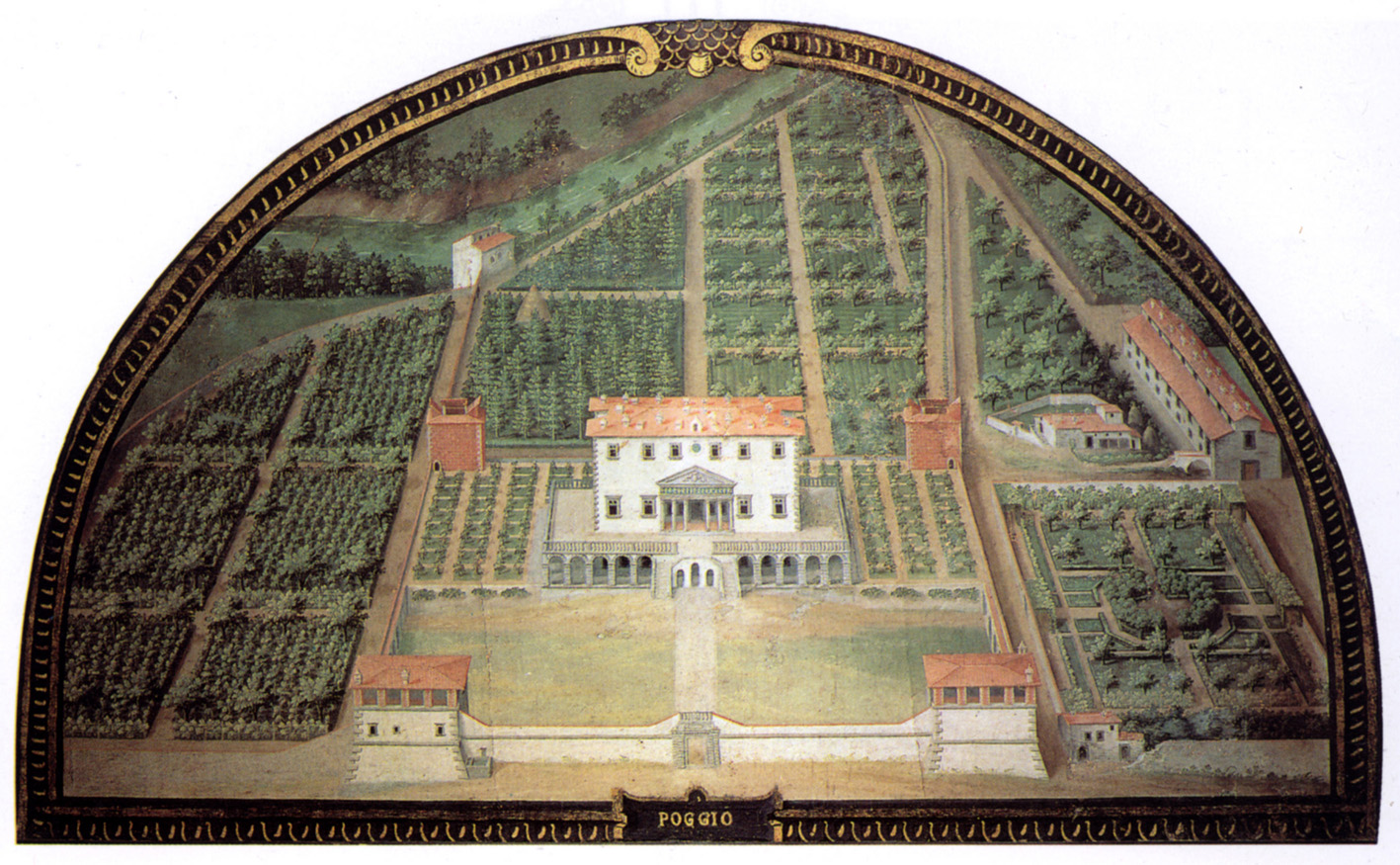
Villa di Poggio a Caiano
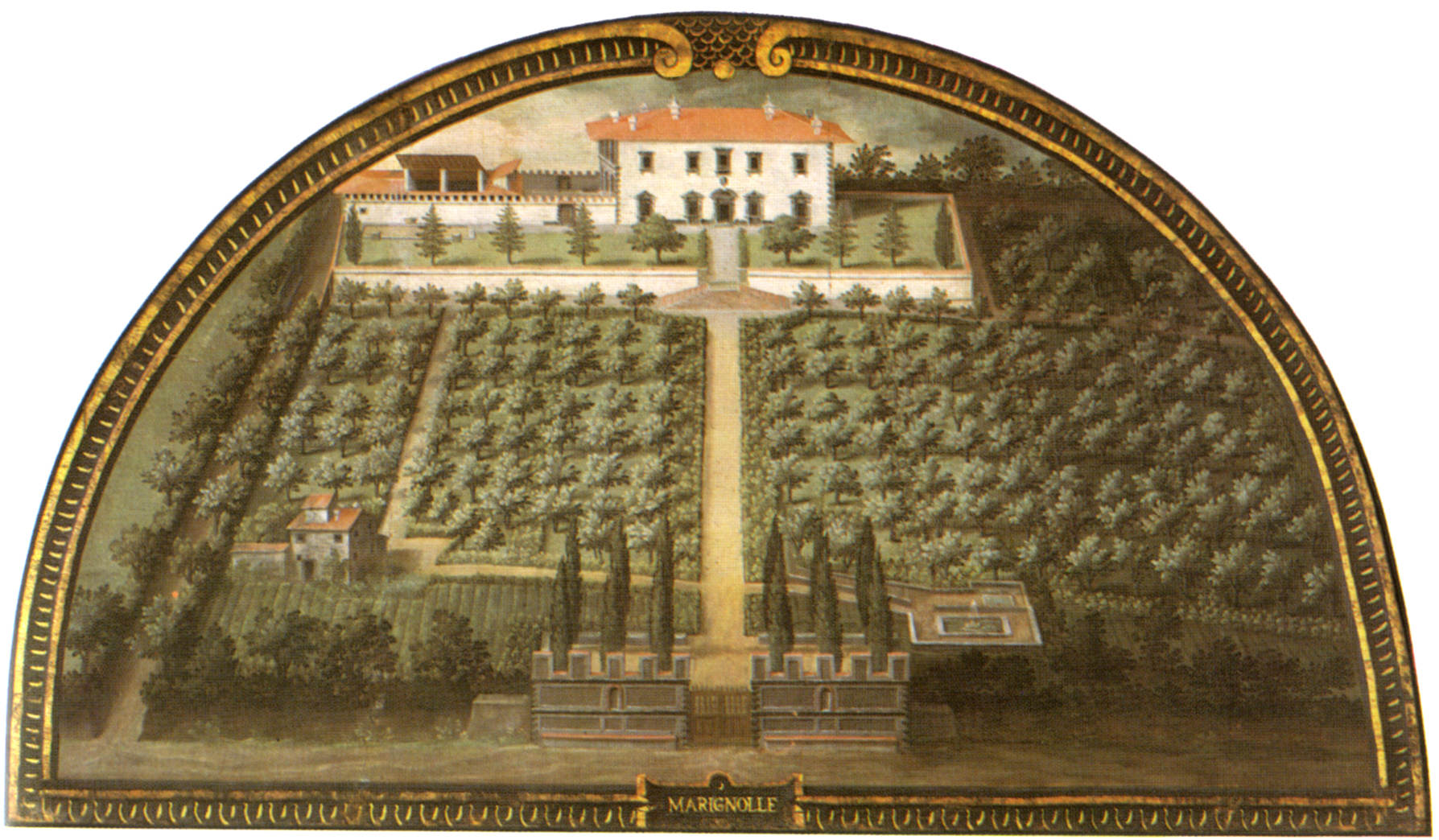
Villa Medicea di Marignolle
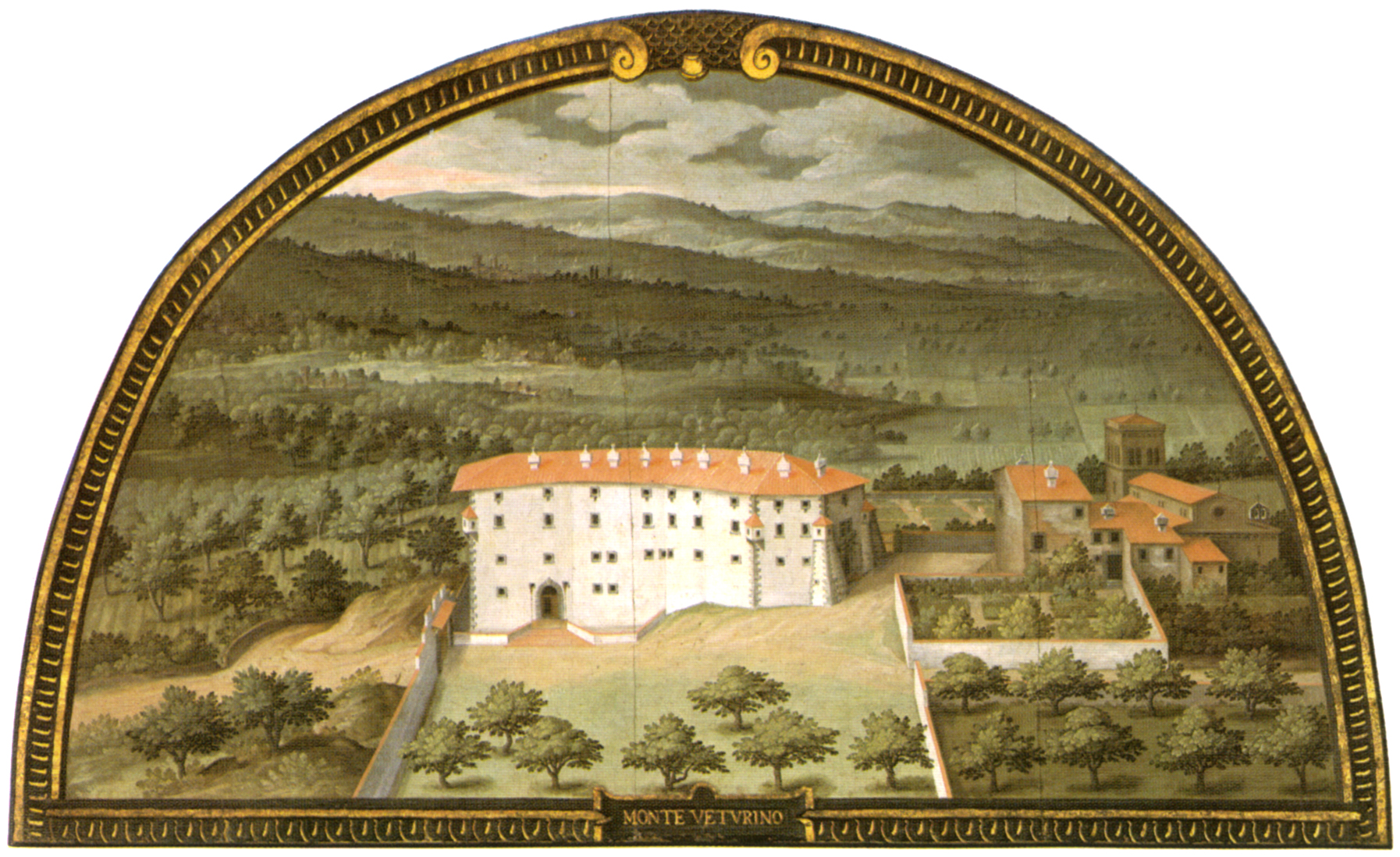
Villa Medicea di Montevettolini
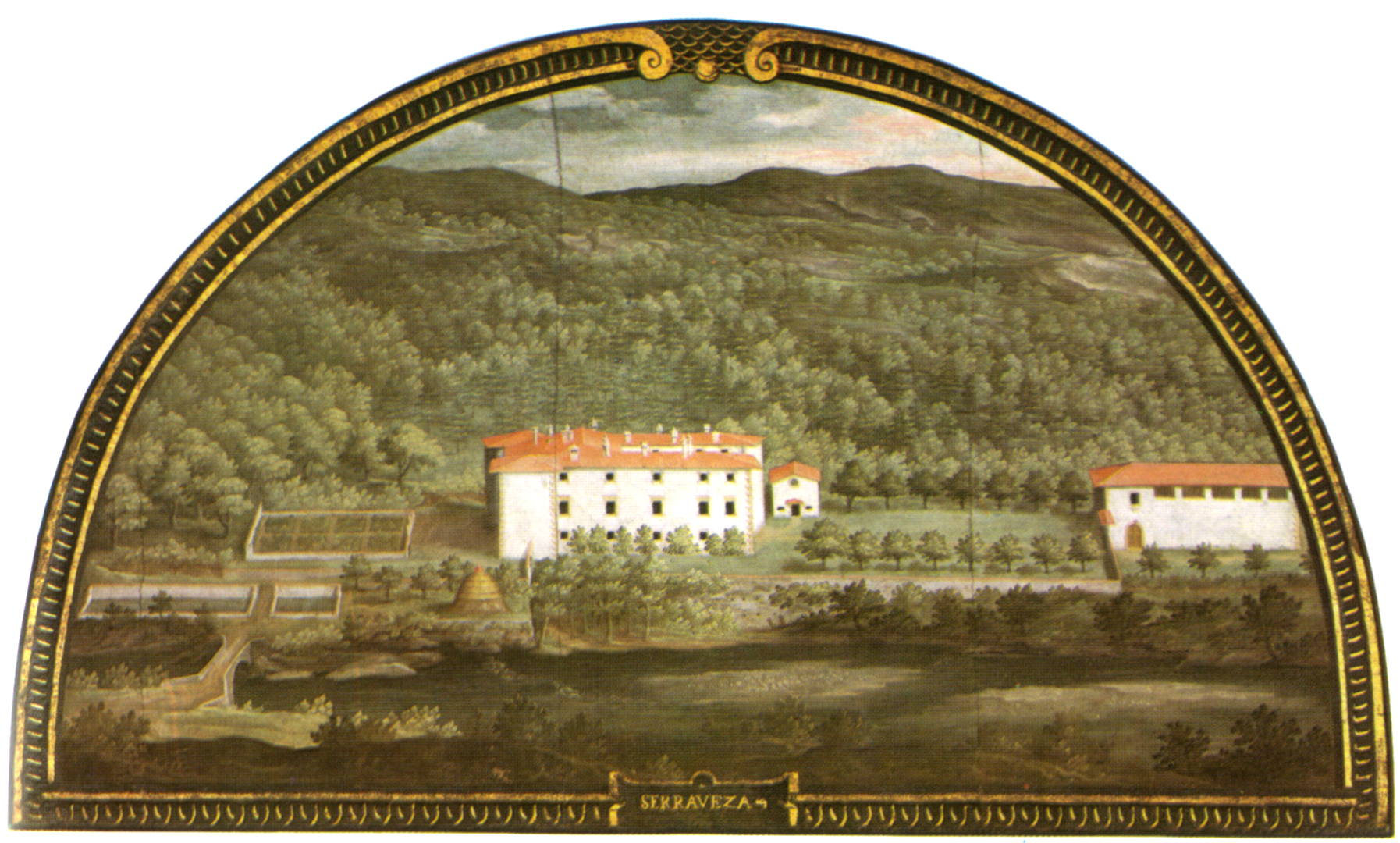
Villa Medicea di Seravezza

## Photographies des villas aujourd'hui

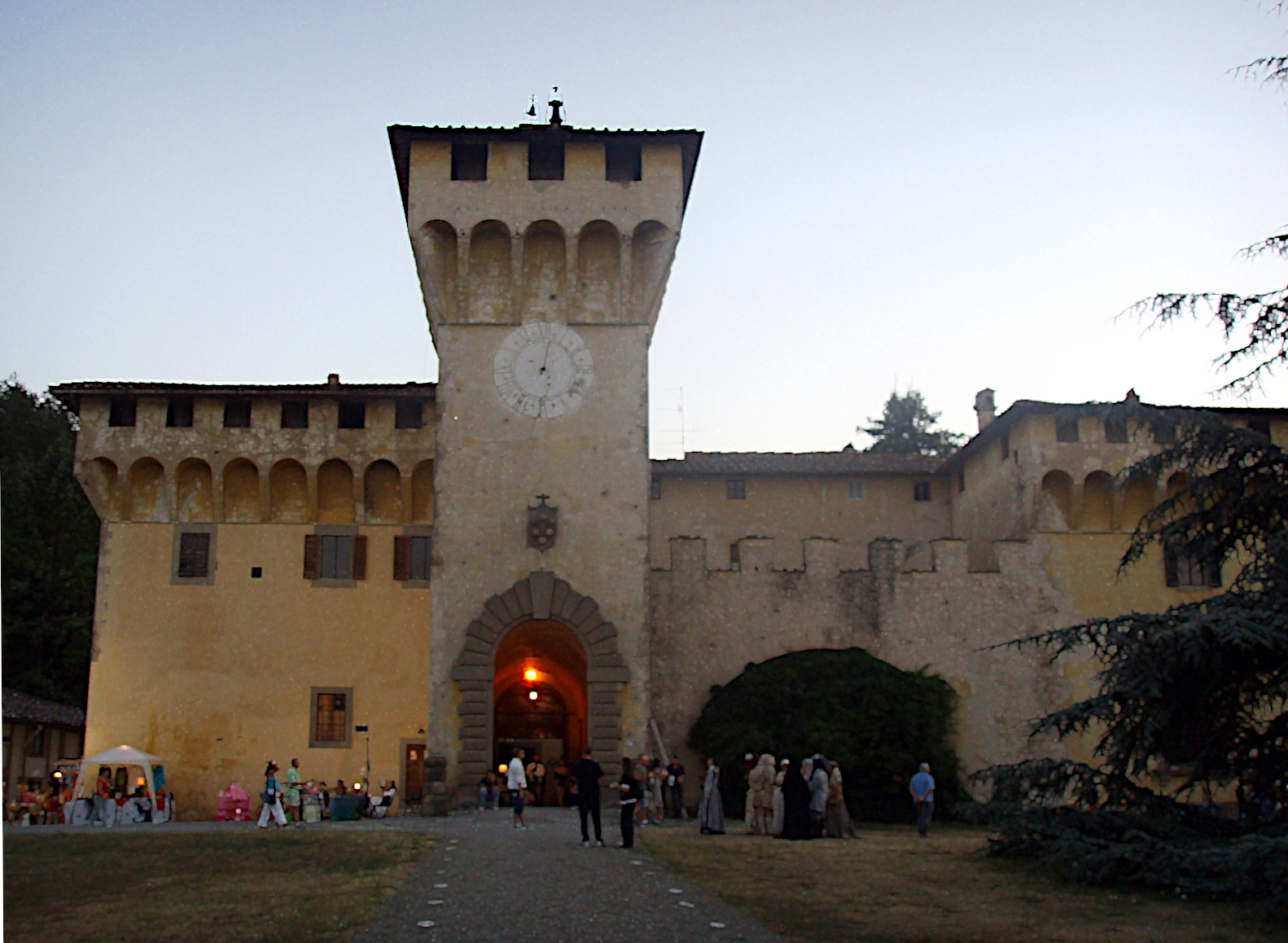
Villa di Cafaggiolo
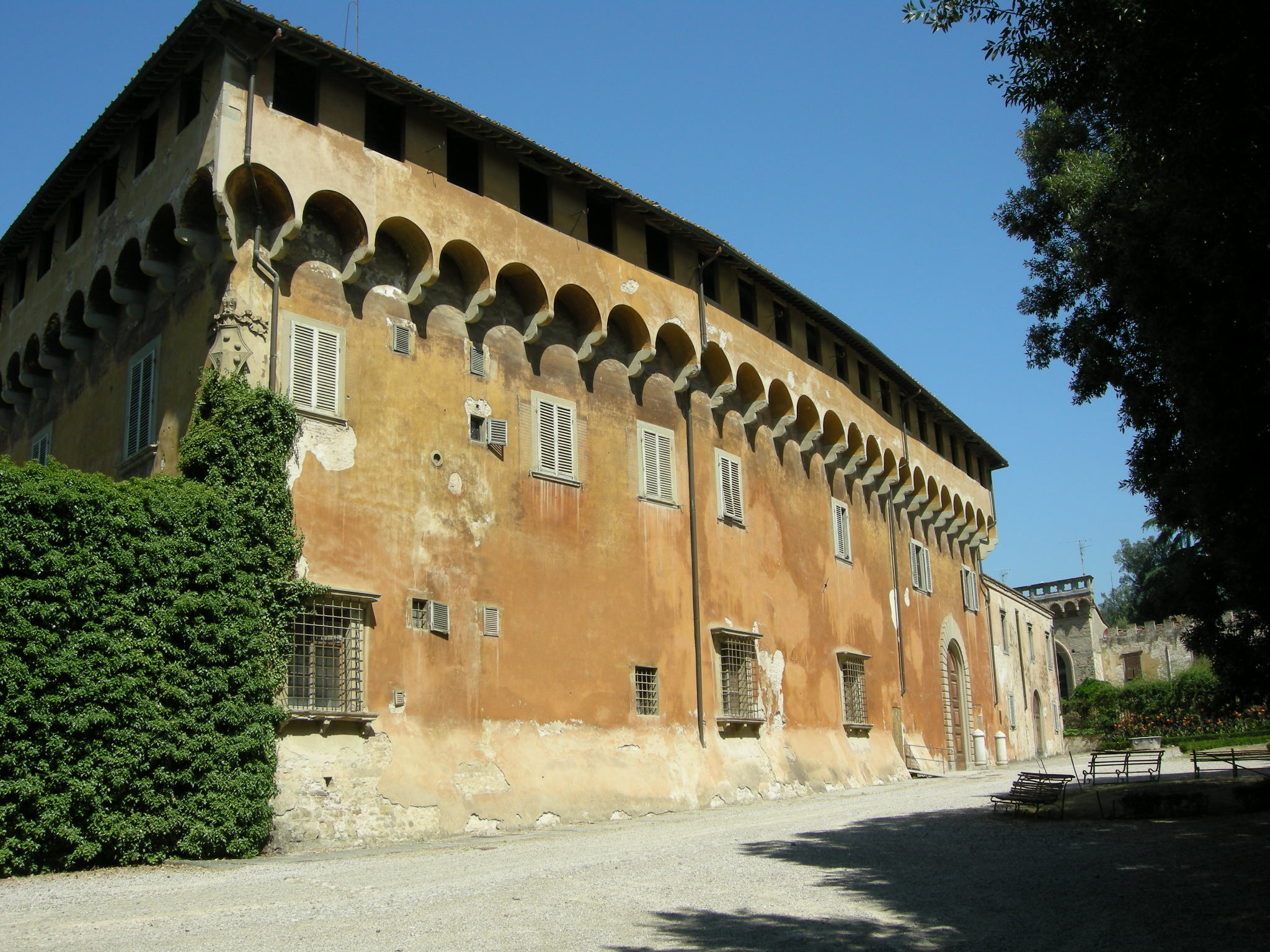
Villa di Careggi
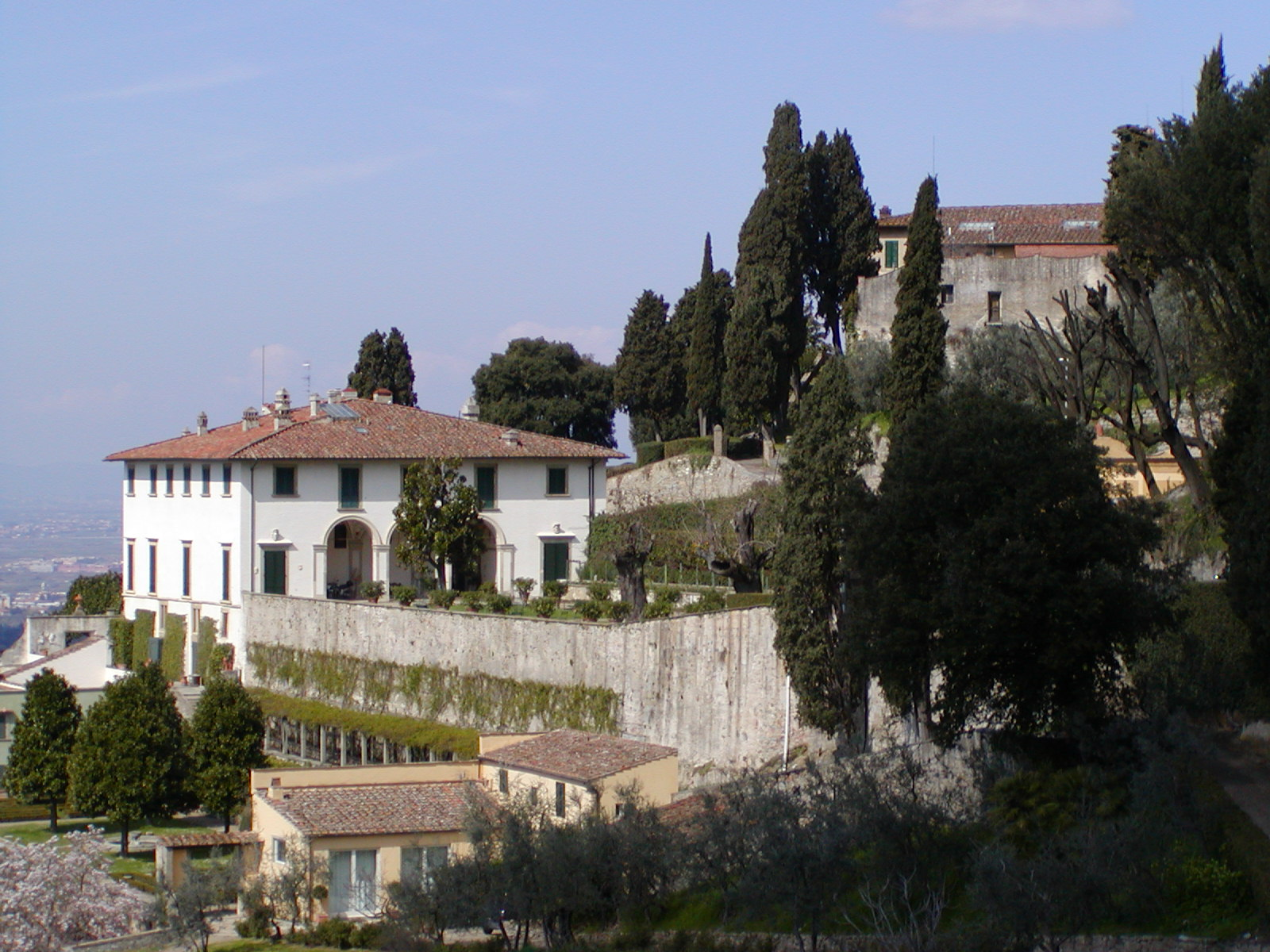
Villa Medici a Fiesole
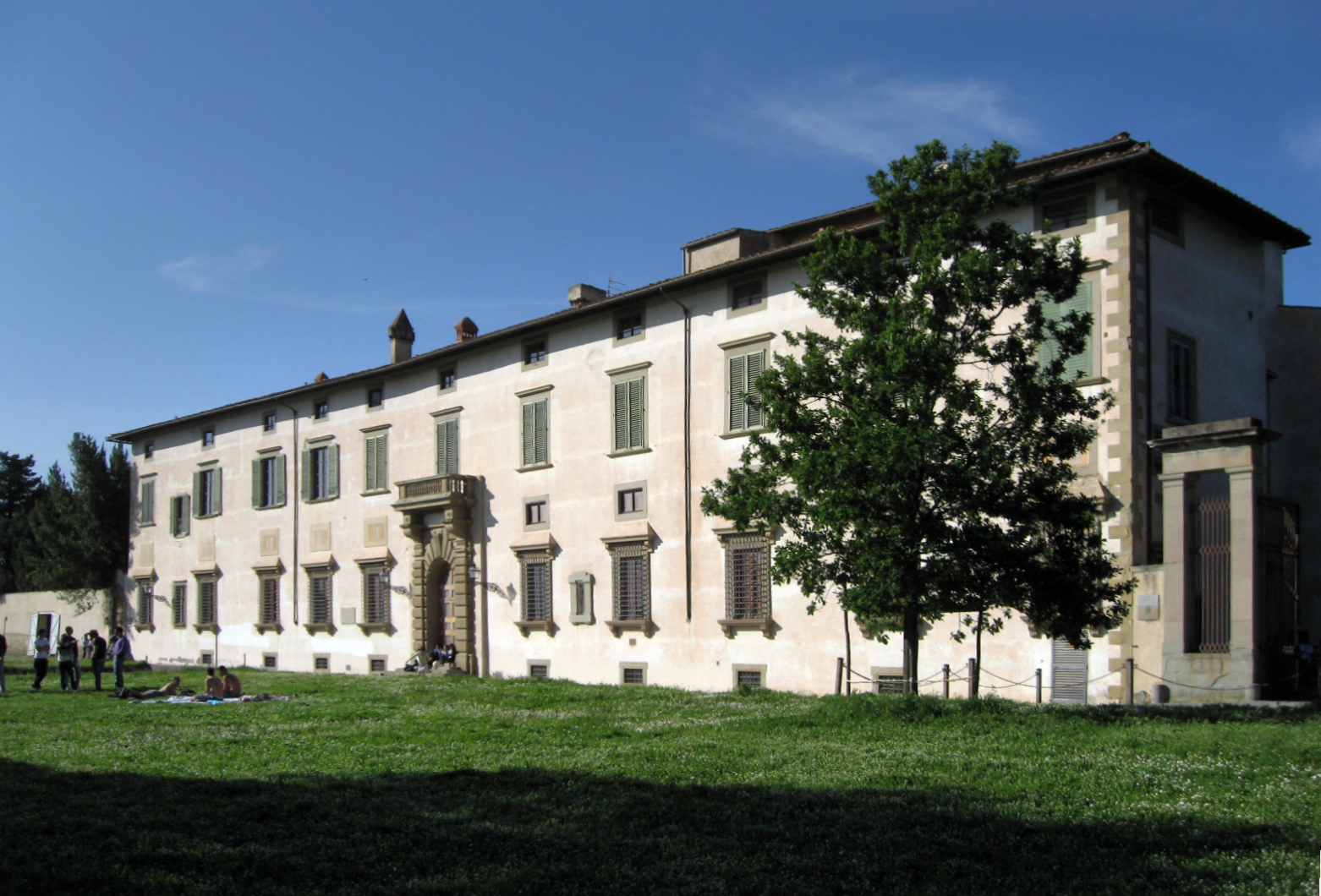
Villa di Castello
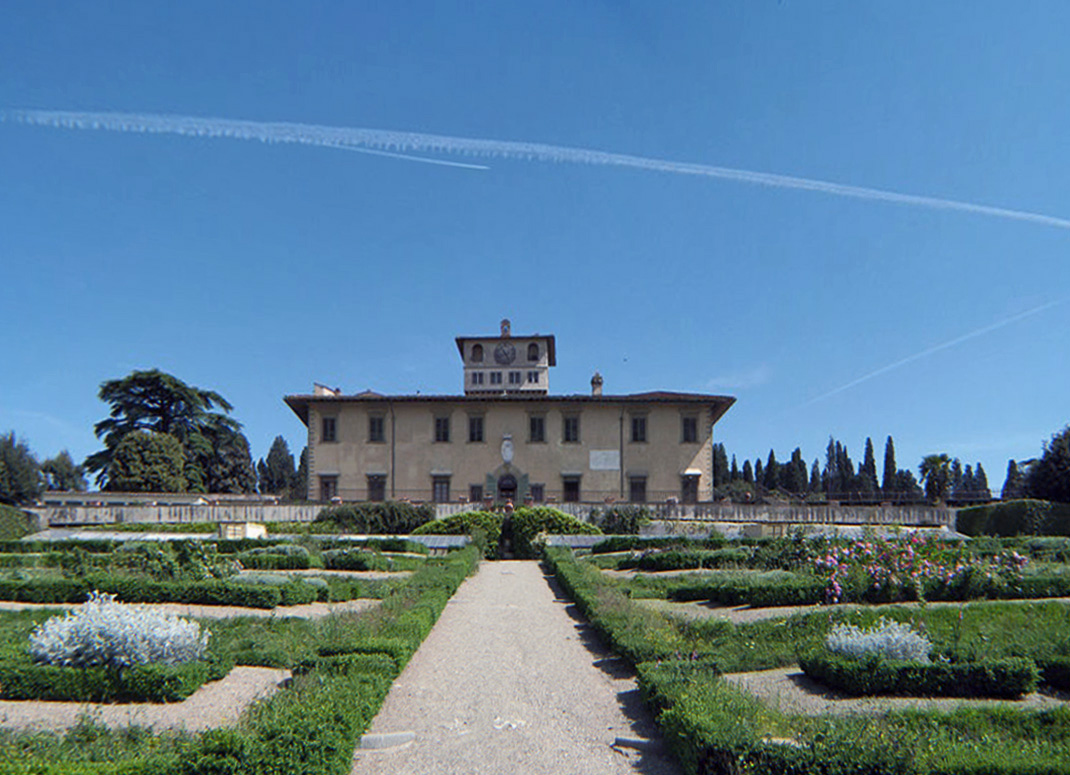
La Petraia
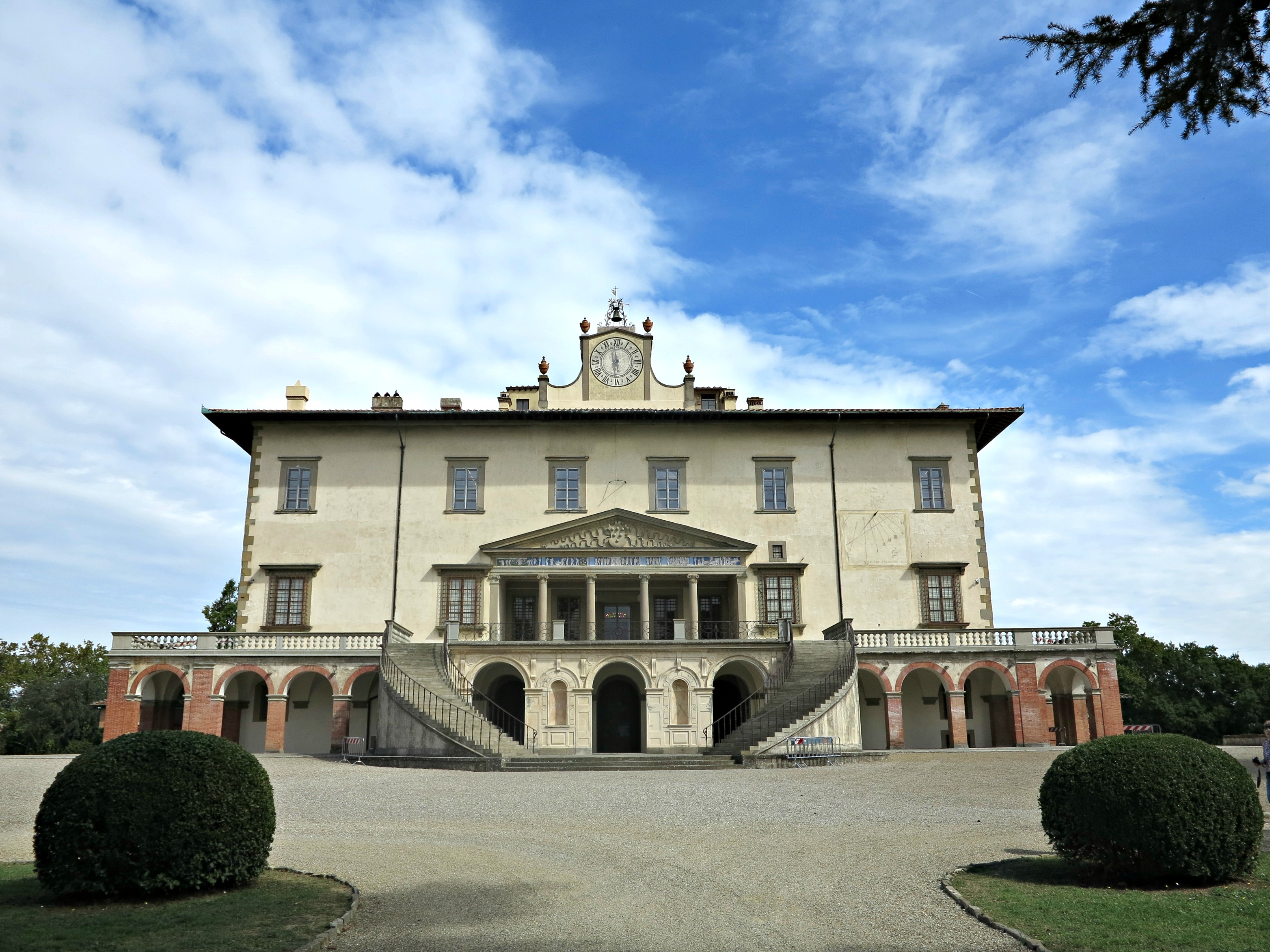
Villa di Poggio a Caiano
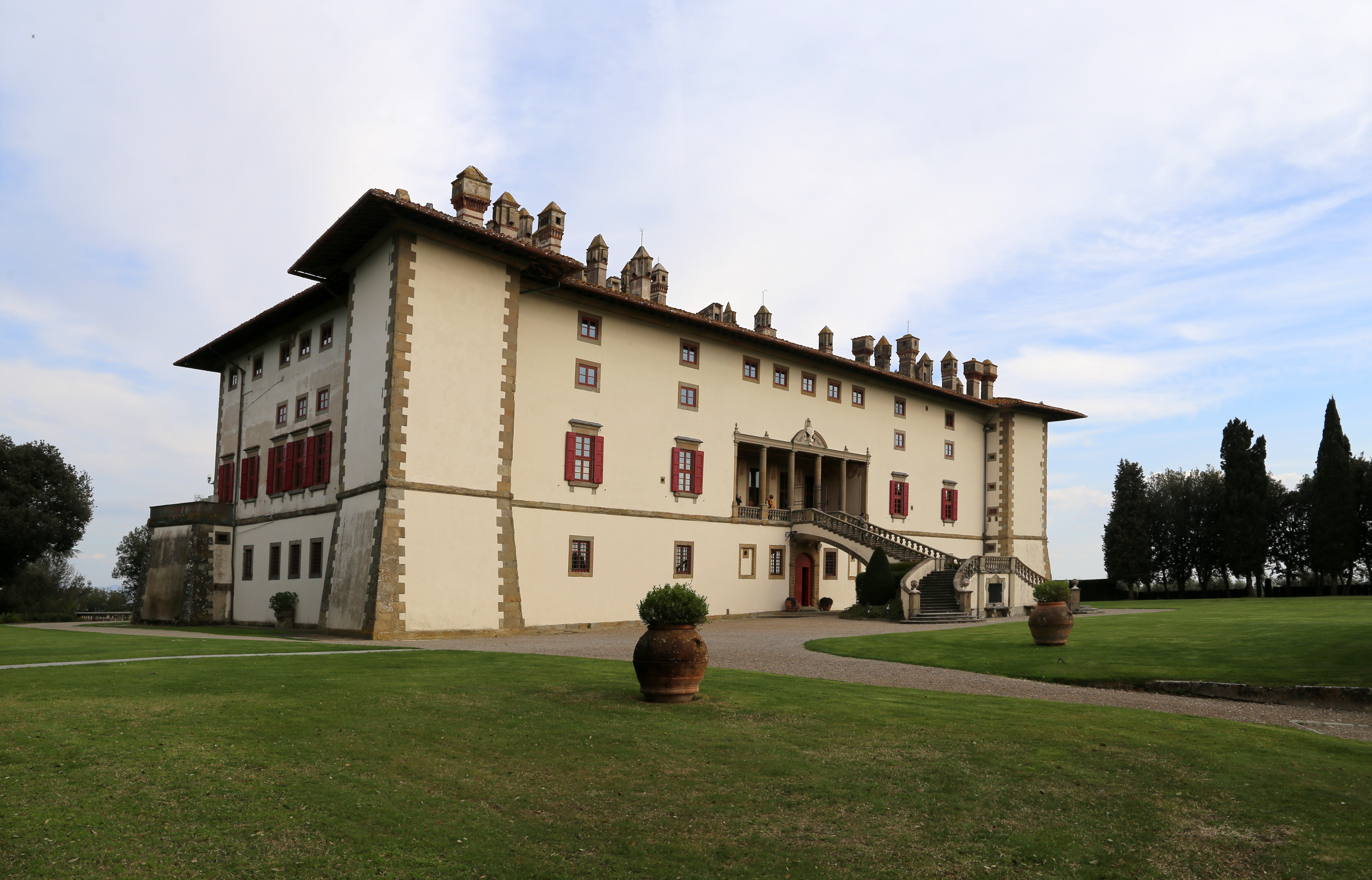
Villa di Artimino
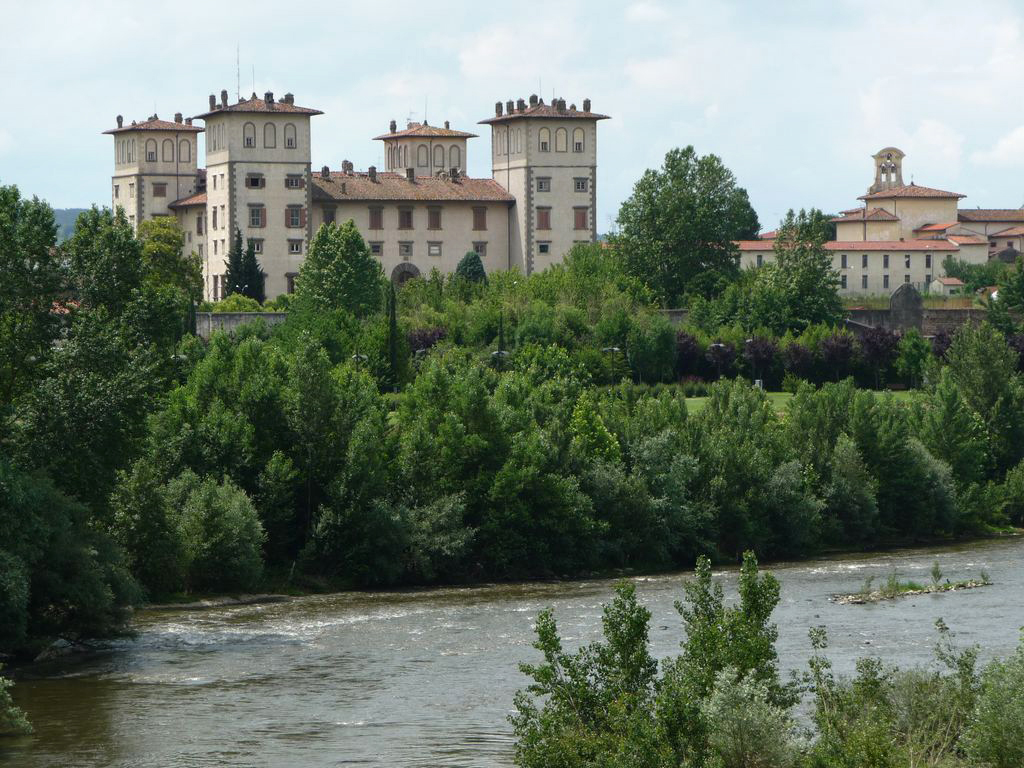
L'Ambrogiana
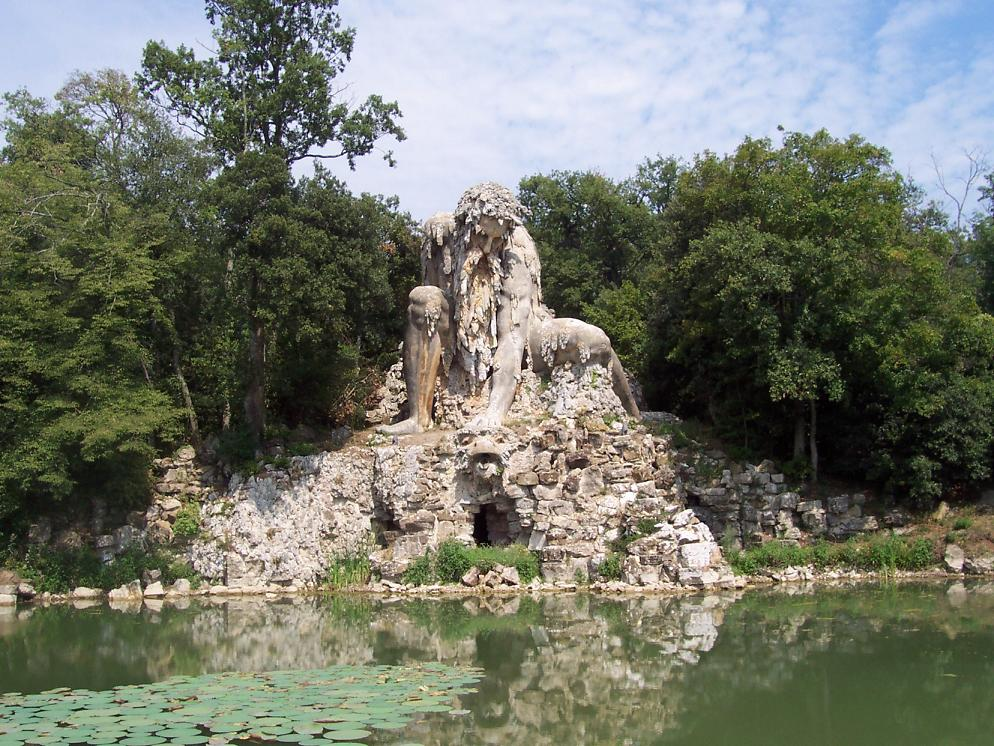
L'Appennino, Parco di Pratolino
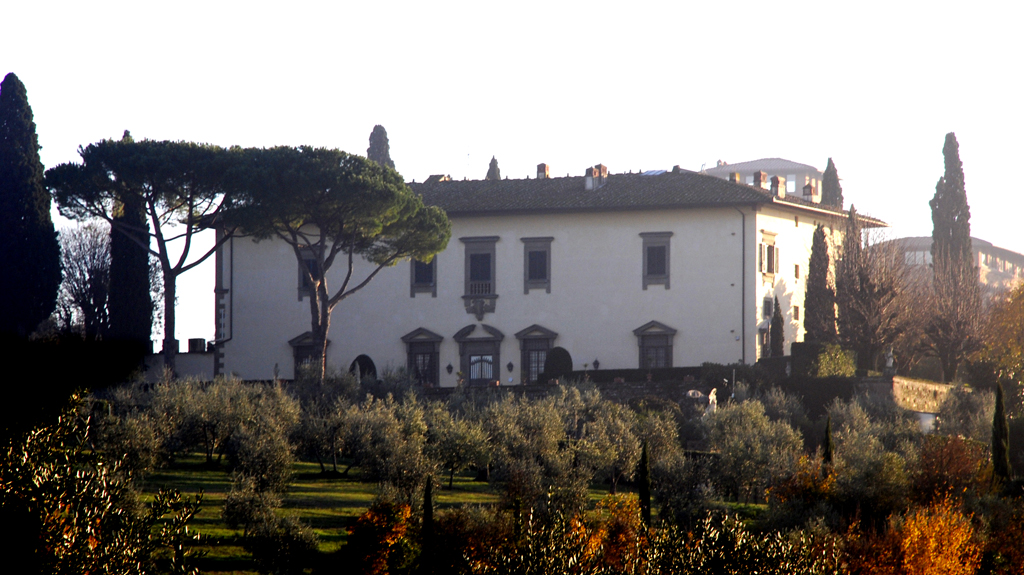
Villa di Marignolle
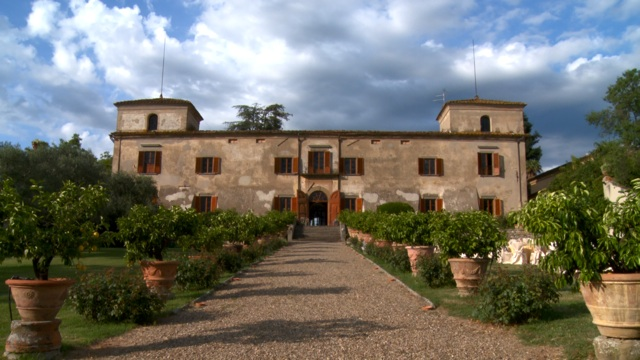
Villa di Lilliano
Palazzo Mediceo di Seravezza
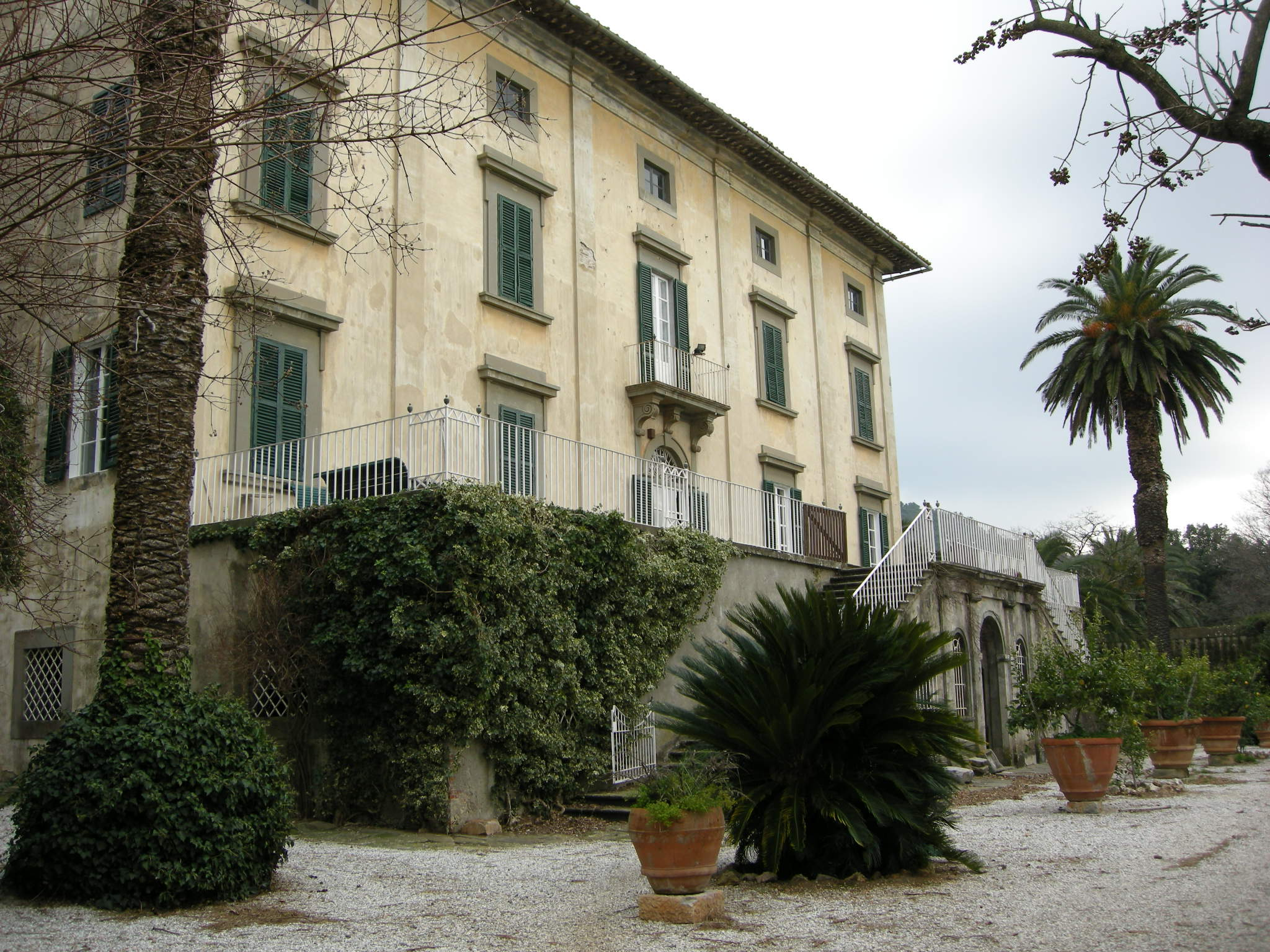
Villa di Agnano
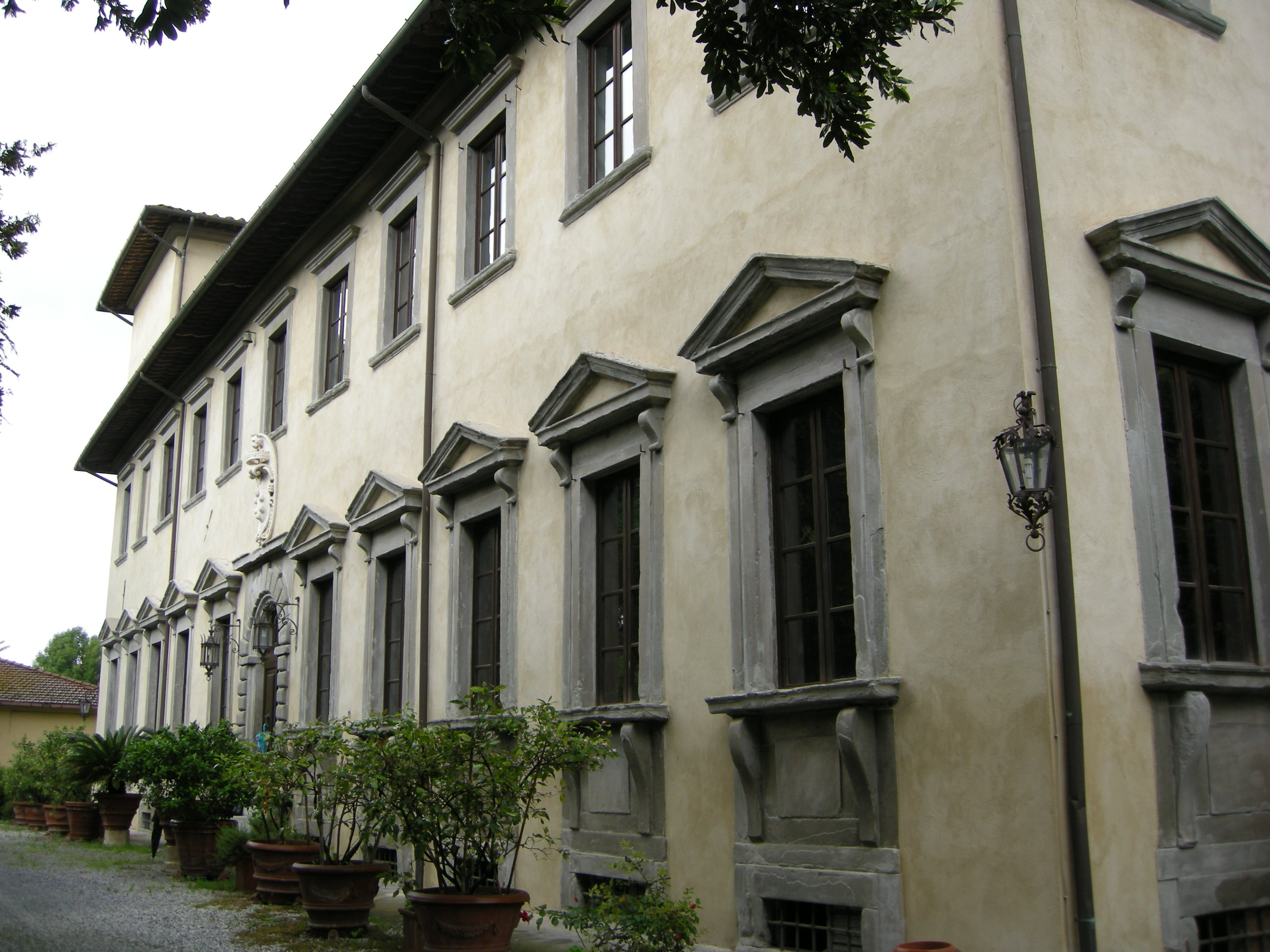
Villa d'Arena Metato
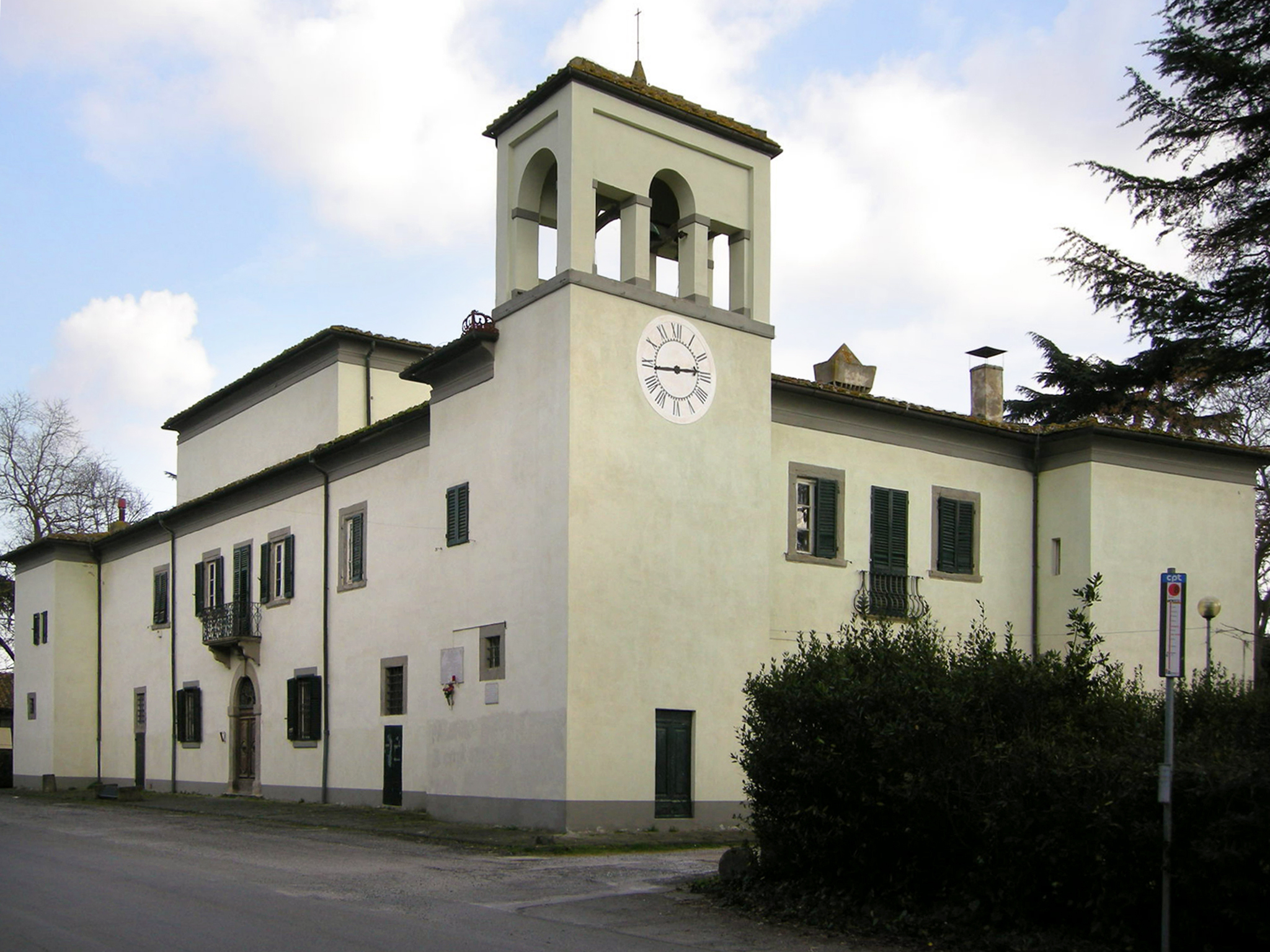
Villa di Coltano
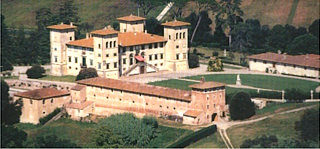
Villa di Camugliano
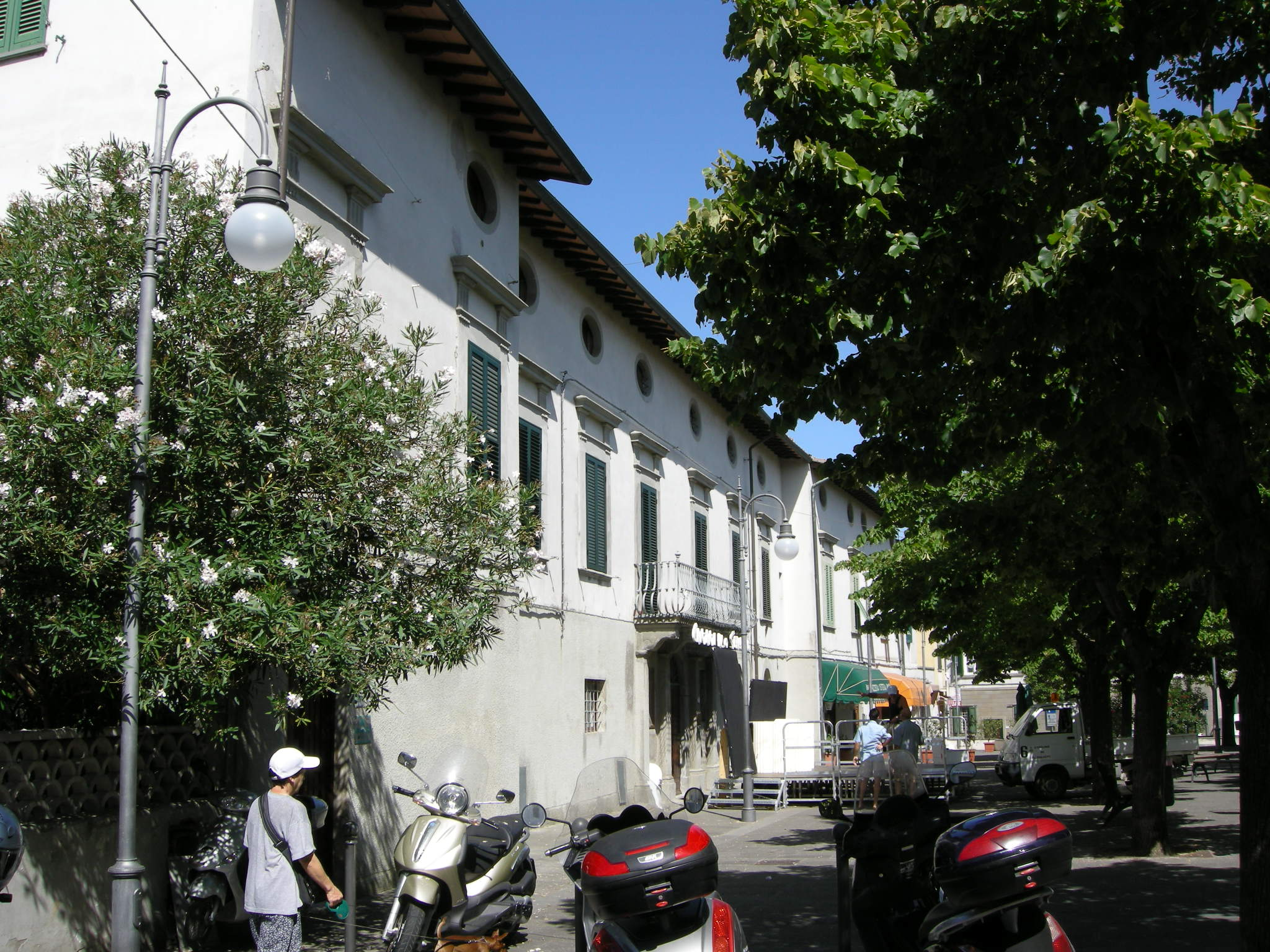
Villa di Collesalvetti

### Leurs jardins
- Jardin à l'italienne
- Museo di Firenze com'era, Florence comme elle fut, qui expose les 14 médaillons en demi-lune de Giusto Utens représentant des vues-maquettes des villas et de leurs jardins à l'italienne.